# Gaël (Ille-et-Vilaine)
Pour les articles homonymes, voir Gaël.
Gaël est une commune d'Ille-et-Vilaine, dans la région Bretagne, en France.

## Géographie

### Situation

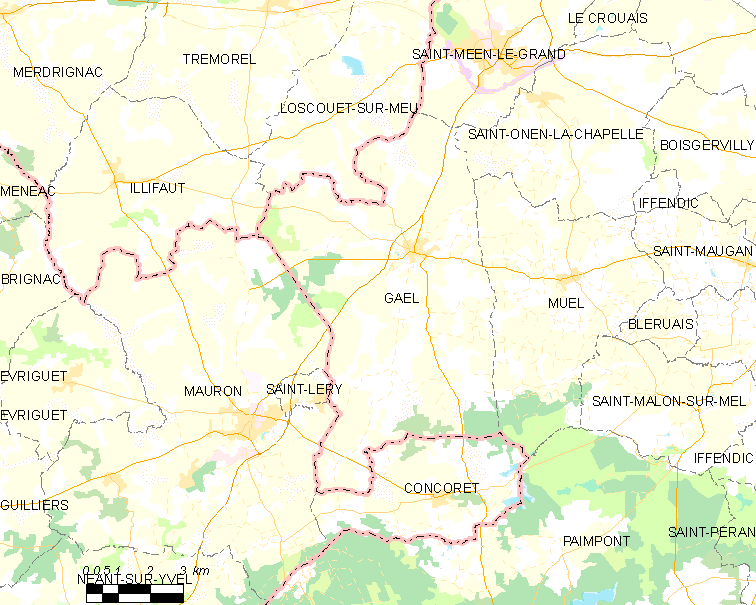
Carte de Gaël et des communes avoisinantes.

La commune de Gaël est située en Ille-et-Vilaine à la limite du Morbihan et des Côtes-d'Armor. Elle ne fait pas partie de la couronne de l'aire d'attraction de Rennes. Les communes limitrophes sont Saint-Méen-le-Grand, Saint-Onen-la-Chapelle, Muel, Concoret, Saint-Léry, Mauron, Illifaut, et Loscouët-sur-Meu.
| Loscouët-sur-Meu    | Saint-Méen-le-Grand | Saint-Onen-la-Chapelle |
| Illifaut            | Gaël                | Muel                   |
| Mauron ; Saint-Léry | Concoret            |                        |

### Relief et hydrographie

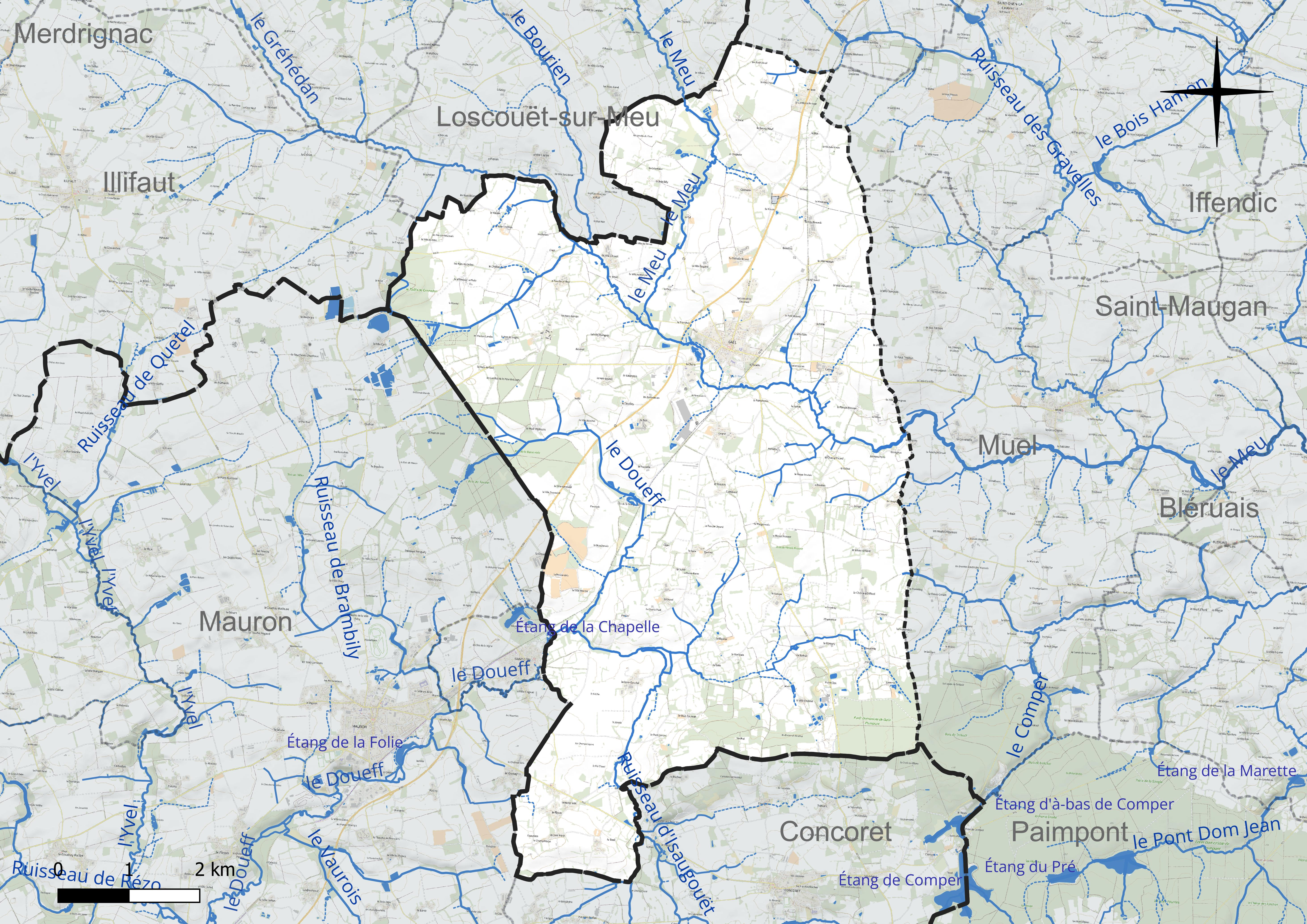
Carte du réseau hydrographique de Gaël.

Le finage communal varie entre 127 mètres d'altitude pour le point le plus haut, situé à la limite sud-est de la commune avec la commune de Paimpont, dans la forêt domaniale de Gaël-Paimpont et 53 mètres, dans la vallée du Meu, à l'endroit où ce cours d'eau quitte le territoire communal, à sa limite orientale avec Muel. Le bourg est vers 80 mètres d'altitude.
Le réseau hydrographique est constitué principalement par le Meu, affluent de rive droite de la Vilaine, qui traverse la commune du nord-ouest à l'est avec un tracé en arc de cercle contournant le bourg par l'est, puis le sud. Le Meu reçoit sur le territoire communal plusieurs petits affluents, le principal étant le Ruisseau de Grenedan, dont le tracé sert un temps de limite communale avec Loscouët-sur-Meu. La moitié sud de la commune est traversée par le Doueff (un afflent de l'Yvel et sous-affluent de l'Oust) et ses propres petits affluents, notamment le Ruisseau d'Isaugouet, qui vient de Concoret.

### Transports
- réseau régional BreizhGo : ligne 2 (Rennes - Montfort-sur-Meu - Gaël)

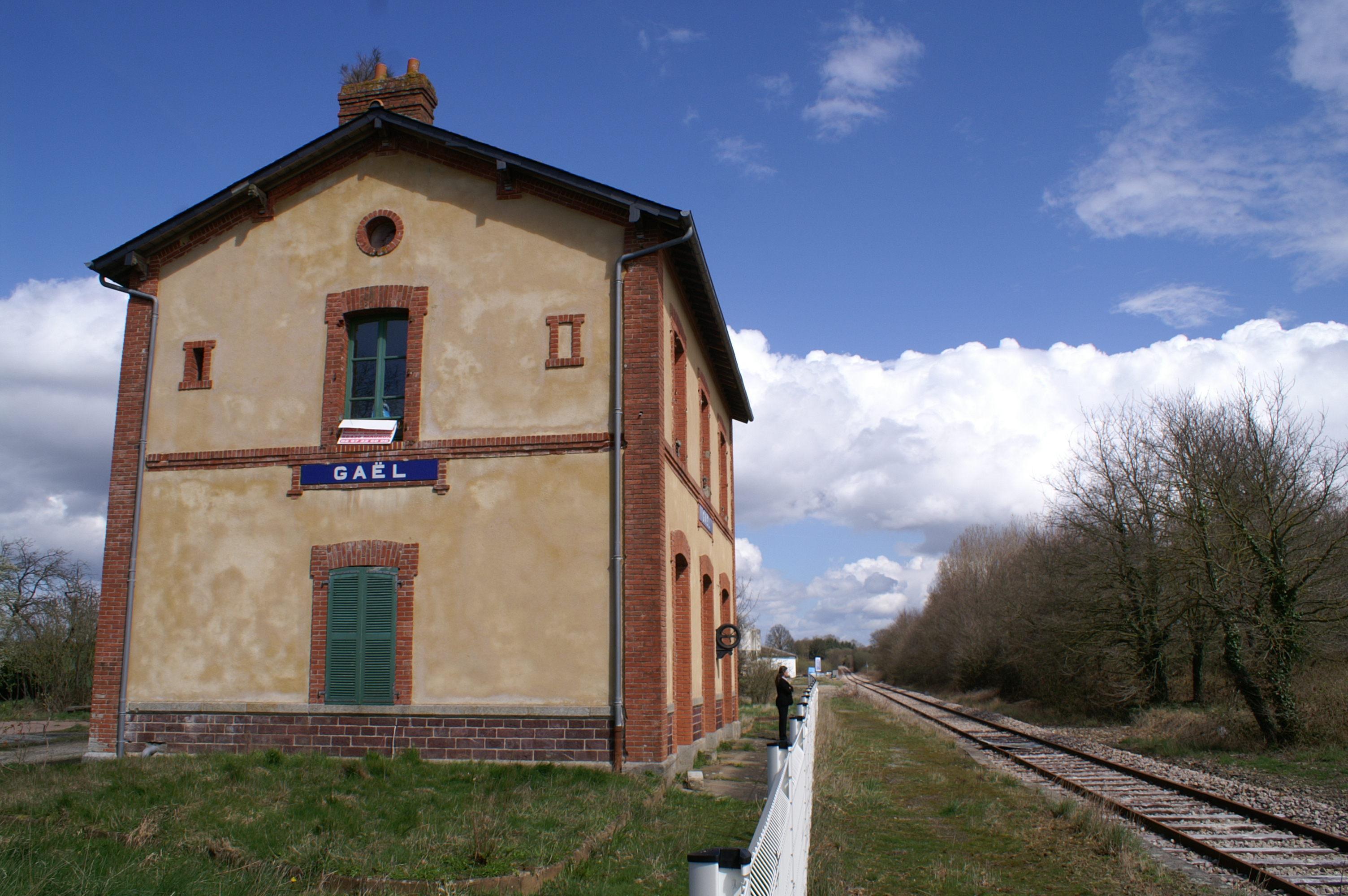
Ancien bâtiment voyageurs de la gare de Gaël.

Gaël est desservi par la D 166 (ancienne Route nationale 166 déclassée depuis la construction de la voie express actuelle RN 166), allant de Vannes à Ploërmel et reliant Gaël côté sud à Mauron et côté nord à Saint-Méen-le-Grand, ainsi que par la D 773 (ancienne Route nationale 773 déclassée qui allait de Gaël à Donges) qui relie notamment Gaël à Paimpont. La D30, axe routier est-ouest, traverse le bourg : elle vient côté est de Montfort-sur-Meu via Iffendic et Muel et, côté ouest, se dirige vers Saint-Brieuc-de-Mauron (devenant la D303 dans le département du Morbihan).
Gaël disposait d'une gare située sur l'ancienne voie ferrée de la Ligne de Ploërmel à La Brohinière, dont le trafic voyageurs a cessé depuis le 6 mars 1972.

### Hydrographie
Pour un article plus général, voir Réseau hydrographique d'Ille-et-Vilaine.
La commune est située dans le bassin Loire-Bretagne. Elle est drainée par le Meu, le Doueff, le Gréhédan, le Bourien, les Gravelles, le ruisseau des Douvres du roz et le ruisseau d'isaugouët, et un autre petit cours d'eau,.
Le Meu, d'une longueur de 84 km, prend sa source dans la commune de Saint-Vran et se jette  dans un bras de la Vilaine à Chavagne, après avoir traversé 21 communes. Les caractéristiques hydrologiques de Meu sont données par la station hydrologique située dans la commune. Le débit moyen mensuel est de 1,01 m3/s. Le débit moyen journalier maximum est de 30,5 m3/s, atteint lors de la crue du 28 février 2010. Le débit instantané maximal est quant à lui de 41,2 m3/s, atteint le 1er janvier 2014.

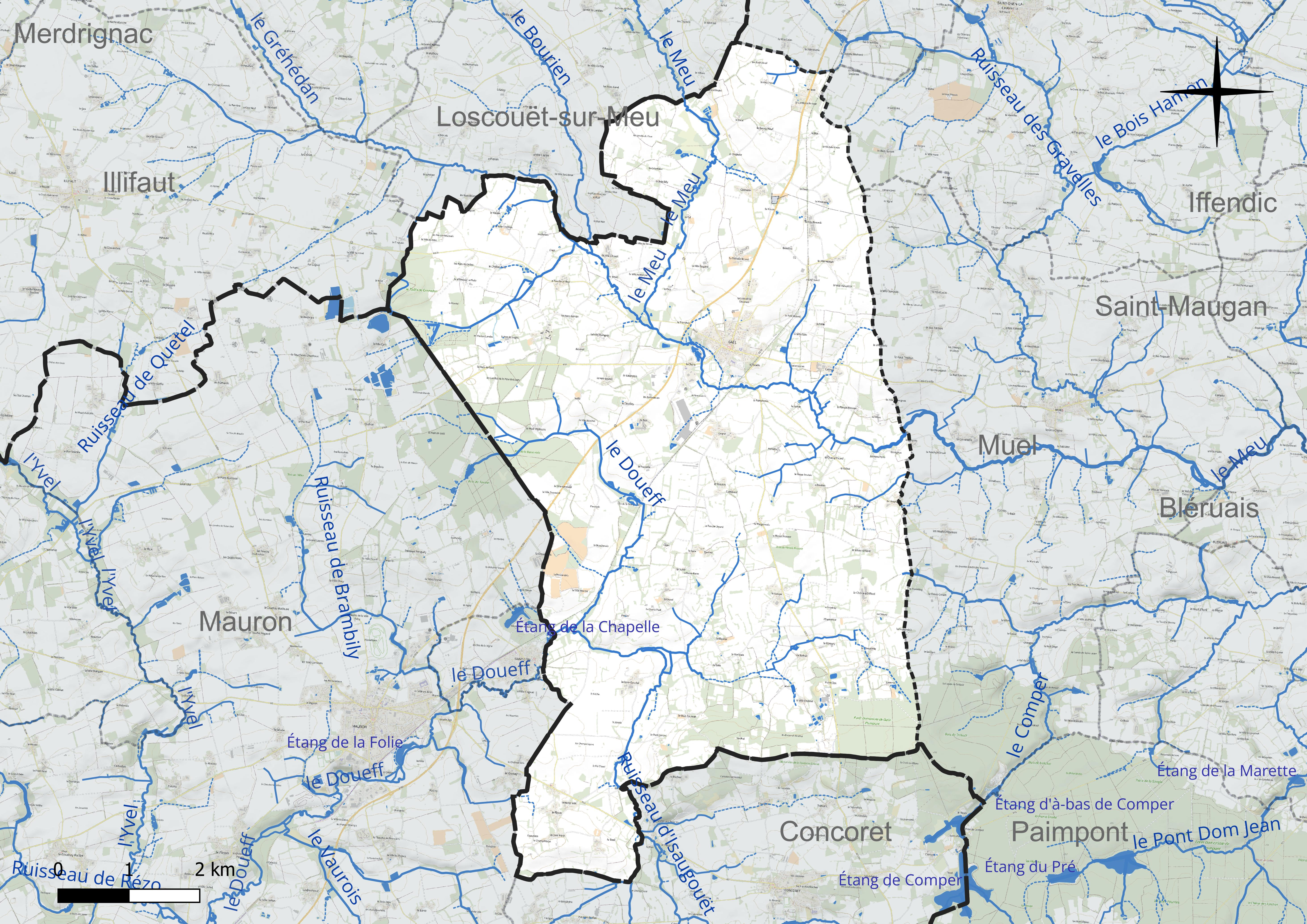
Réseau hydrographique de Gaël.

Le Doueff, d'une longueur de 17 km, prend sa source dans la commune de Mauron et se jette  dans l'Yvel à Mauron, après avoir traversé trois communes. 
Le Gréhédan, d'une longueur de 12 km, prend sa source dans la commune de Merdrignac et se jette  dans le Meu sur la commune, après avoir traversé cinq communes. 

### Climat
Pour des articles plus généraux, voir Climat de la Bretagne et Climat d'Ille-et-Vilaine.
En 2010, le climat de la commune est de type climat océanique altéré, selon une étude du CNRS s'appuyant sur une série de données couvrant la période 1971-2000. En 2020, Météo-France publie une typologie des climats de la France métropolitaine dans laquelle la commune est exposée à un climat océanique et est dans la région climatique  Bretagne orientale et méridionale, Pays nantais, Vendée, caractérisée par une faible pluviométrie en été et une bonne insolation. Parallèlement l'observatoire de l'environnement en Bretagne publie en 2020 un zonage climatique de la région Bretagne, s'appuyant sur des données de Météo-France de 2009. La commune est, selon ce zonage, dans la zone « Intérieur Est », avec des hivers frais, des étés chauds et des pluies modérées.
Pour la période 1971-2000, la température annuelle moyenne est de 11,4 °C, avec une amplitude thermique annuelle de 12,5 °C. Le cumul annuel moyen de précipitations est de 755 mm, avec 12,7 jours de précipitations en janvier et 6,3 jours en juillet. Pour la période 1991-2020, la température moyenne annuelle observée sur la station météorologique la plus proche, située sur la commune de Guer à 26 km à vol d'oiseau, est de 12,3 °C et le cumul annuel moyen de précipitations est de 872,7 mm,. Pour l'avenir, les paramètres climatiques de la commune estimés pour 2050 selon différents scénarios d'émission de gaz à effet de serre sont consultables sur un site dédié publié par Météo-France en novembre 2022.

### Habitat et paysages
La commune possède de nombreux bois parsemant le territoire communal et surtout la forêt domaniale de Gaël-Paimpont, forêt publique gérée pat l'Office national des forêts, qui est en fait une partie de la forêt de Paimpont, située pour l'essentiel dans la commune de Paimpont, la quelle est pour l'essentiel une forêt privée appartenant à plusieurs propriétaires.
Deux chênes remarquables sont recensés à la Marguenais, le long de la route de Gaël à Paimpont.
La commune présente par ailleurs pour ses parties cultivées un paysage de bocage avec un habitat dispersé en écarts formés de fermes isolées et hameaux ("villages").

## Urbanisme

### Typologie
Au 1er janvier 2024, Gaël est catégorisée commune rurale à habitat dispersé, selon la nouvelle grille communale de densité à sept niveaux définie par l'Insee en 2022.
Elle est située hors unité urbaine. Par ailleurs la commune fait partie de l'aire d'attraction de Saint-Méen-le-Grand, dont elle est une commune de la couronne,. Cette aire, qui regroupe 4 communes, est catégorisée dans les aires de moins de 50 000 habitants,.

### Occupation des sols
L'occupation des sols de la commune, telle qu'elle ressort de la base de données européenne d'occupation biophysique des sols Corine Land Cover (CLC), est marquée par l'importance des territoires agricoles (90,9 % en 2018), une proportion sensiblement équivalente à celle de 1990 (91,6 %). La répartition détaillée en 2018 est la suivante : 
terres arables (56,1 %), zones agricoles hétérogènes (19 %), prairies (15,9 %), forêts (7,5 %), zones urbanisées (1 %), zones industrielles ou commerciales et réseaux de communication (0,6 %). L'évolution de l'occupation des sols de la commune et de ses infrastructures peut être observée sur les différentes représentations cartographiques du territoire : la carte de Cassini (XVIIIe siècle), la carte d'état-major (1820-1866) et les cartes ou photos aériennes de l'IGN pour la période actuelle (1950 à aujourd'hui).

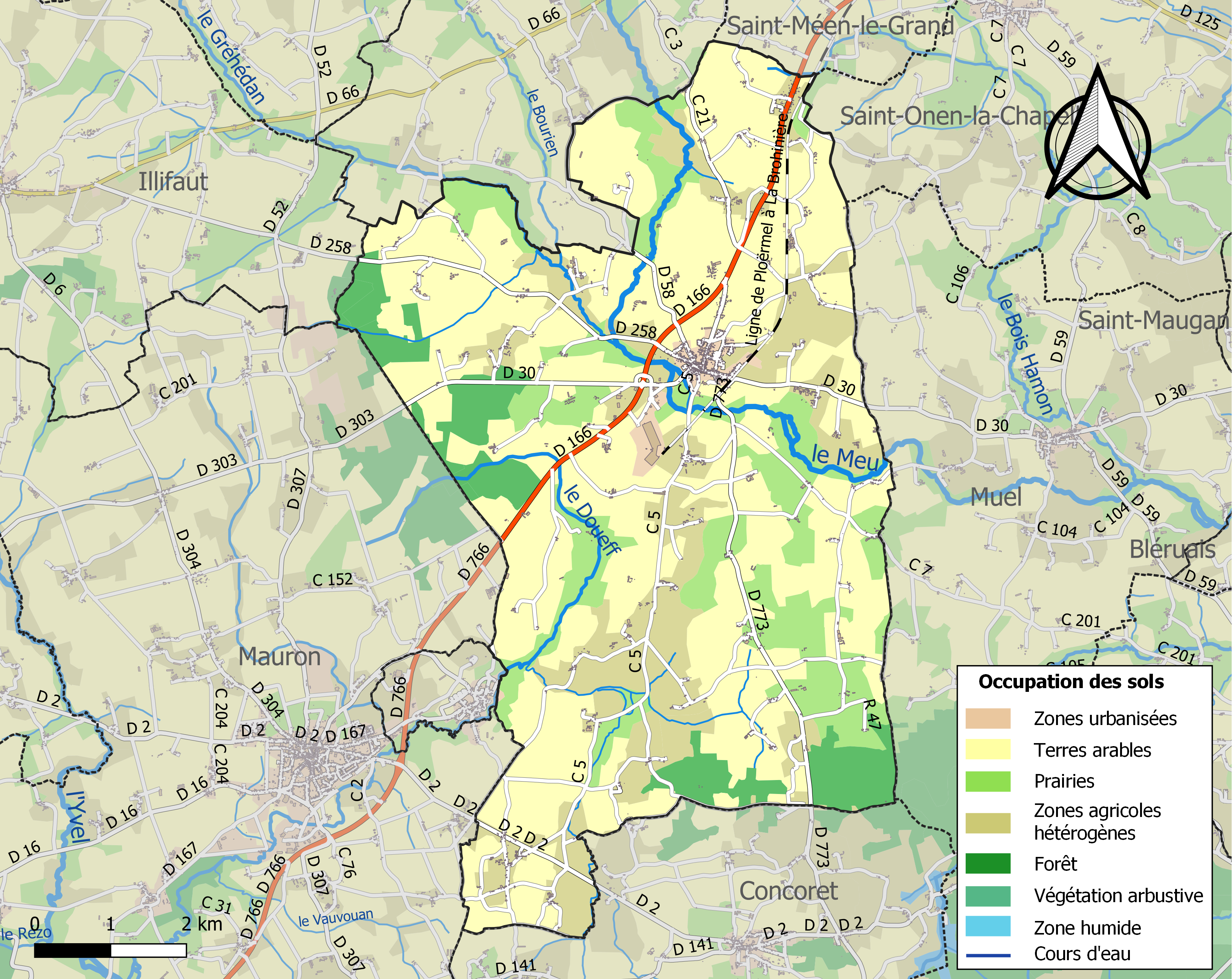
Carte des infrastructures et de l'occupation des sols de la commune en 2018 (CLC).

## Toponymie
Le nom de la localité est attesté sous la forme Guadel en 799, Wadel en 816, Vadel en 851, Wael en 1096, Gael dès 1112.
Ernest Nègre, qui ne cite aucune forme ancienne, car il n'en connaît pas, considère que la forme moderne Gaël peut suggérer un rapport avec le nom de personne breton Gaël ou le nom d'un peuple gaélique, la commune se situant dans l'aire de diffusion de la toponymie bretonne. Toutefois, cette hypothèse est infirmée par l'analyse des formes anciennes du nom qui suggère un emprunt au gallo-roman *WADELLU, lui-même dérivé du vieux bas francique *wad̄ « gué » ou directement du germanique *wadilą (cf. vieux saxon widil, vieux norois vaðill, allemand Wedel) que l'on retrouve dans Wail (Pas-de-Calais, Wadhil 1066, Wail 1079, Guahil 1143).
Théophile Jeusset donne Gwazel comme nom breton de la localité. Ce dernier justifie sa création par l'ancienne forme de la localité, indiquant que la forme bretonne doit conserver la consonne intervocalique [d] (qui en breton est souvent changé en [z]). La forme bretonne actuelle proposée par l'Office public de la langue bretonne est aussi Gwazel.

## Histoire

### Préhistoire et Antiquité
Des dépôts de haches ont été trouvés dans la commune de Gaël , l'un, constitué de 62 haches à douille et datant de l'Âge du fer, en 1881 au Fieux, lors de la construction de la ligne de chemin de fer de La Brohinière à Ploërmel, un autre, constitué de 4 haches à rebords et datant de l'Âge du bronze, au Boriga, dans une prairie, en 1971 et un  autre, formé de haches à talon datant aussi de l'Âge du bronze, découvert à la Ville-Roux vers 1900. Ces dépôts ont été étudiés et décrits par l'archéologue Jacques Briard.

### Moyen Âge
Selon l'hagiographie bretonne, saint Méen fonda au VIIe siècle le monastère de Saint-Jean-de-Gaël à l'orée d'une grande forêt, sur les bords du Meu, là où un seigneur local lui offrit une terre. C'est là qu'il accueillit notamment Judicaël, roi de Domnonée. Sa réputation de thaumaturge attira pendant longtemps des pèlerins venus parfois de loin, implorant la guérison du "mal de saint Méen", une espèce de lèpre ou de gale, en tout cas une maladie de peau, horrible à voir. L'hospice de Saint-Méen à Rennes, transformé par la suite en hôpital psychiatrique, recevait alors les pèlerins en route vers le monastère de Saint-Jean de Gaël. Le monastère de Gaël fut détruit en 811 par les troupes franques de Charlemagne, puis en 919 par les Vikings. Il fut reconstruit un peu plus au nord, en un lieu devenu depuis Saint-Méen-le-Grand. La reconstruction de l'abbaye de Gaël est suivie de la naissance de la seigneurie de Gaël.
Vers le milieu du XIe siècle, les comtes de Rennes, ducs de Bretagne, concèdent la partie orientale du Porhoët à la famille de Gaël ; c'est l'origine de la seigneurie de Gaël qui comprend alors la forêt de Brécilien et un territoire au nord de celle-ci. Raoul Ier de Gaël, fils de Raoul l'Anglais, en fut le premier seigneur dans la seconde moitié du XIe siècle (il meurt, ainsi que son fils, lors de la Première croisade, entre 1097 et 1099).
La seigneurie de Gaël-Montfort (son siège initial était au château de Boutavent, entre Saint-Péran et Iffendic) s'étendait sur une quarantaine de paroisses, notamment dès sa fondation Gaël, Montfort, Talensac, Monterfil, Saint-Eloi (Montauban-de-Bretagne), Bédée, Breteil, Saint-Gilles, Mauron, Irodouer, Illifaut, Coulon, Saint-Léry, Saint-Maugan, mais aussi d'autres par la suite comme Plélan, Tréhorenteuc, Néant, Quédillac, Saint-M'Hervon, Le Verger, etc.. : elle était limitée au sud par l'Aff, à l'est par la Vilaine et le Meu et allait côté ouest jusqu'à Saint-Léry et Mauron et côté nord était limitrophe de la seigneurie de Dinan.
En 1181, à la mort de Geoffroy Ier (seigneur de 1162 à 1181), la châtellenie de Gaël-Montfort est partagée entre ses deux fils : Raoul IV reçut la seigneurie de Gaël et son frère cadet Guillaume II la seigneurie de Montfort.
En 1353, en raison du mariage de Raoul VII de Gaël-Montfort avec Isabeau de Lohéac, la partie orientale de la forêt de Brécilien (dénommée « quartier de Lohéac »), qui appartenait aux seigneurs de Lohéac, devient possession des seigneurs de Gaël-Monfort. En 1404 Jean de Gaël-Montfort, en raison des clauses de son contrat de mariage avec Anne de Laval, doit abandonner son nom pour prendre celui de Guy XIII de Laval à la mort de Guy XII de Laval ; il décède de la peste à un retour de pèlerinage en Terre Sainte le 12 août 1414 à Rhodes. Son fils le comte Guy XIV de Laval est en 1467 propriétaire de l'ensemble de la forêt de Brécilien.

### Époque moderne
Au XVIIIe siècle, deux foires se tenaient à Gaël : à la saint Symphorien le 22 août et à la saint Luc le 18 octobre.
Henri Ier de La Trémoille (1598-1674), cousin et héritier de Guy XX de Laval (lequel est mort en 1605), cousu de dettes, est contraint de vendre en 1626 l'ensemble du comté de Montfort et en 1653 la forêt de Brécilien.

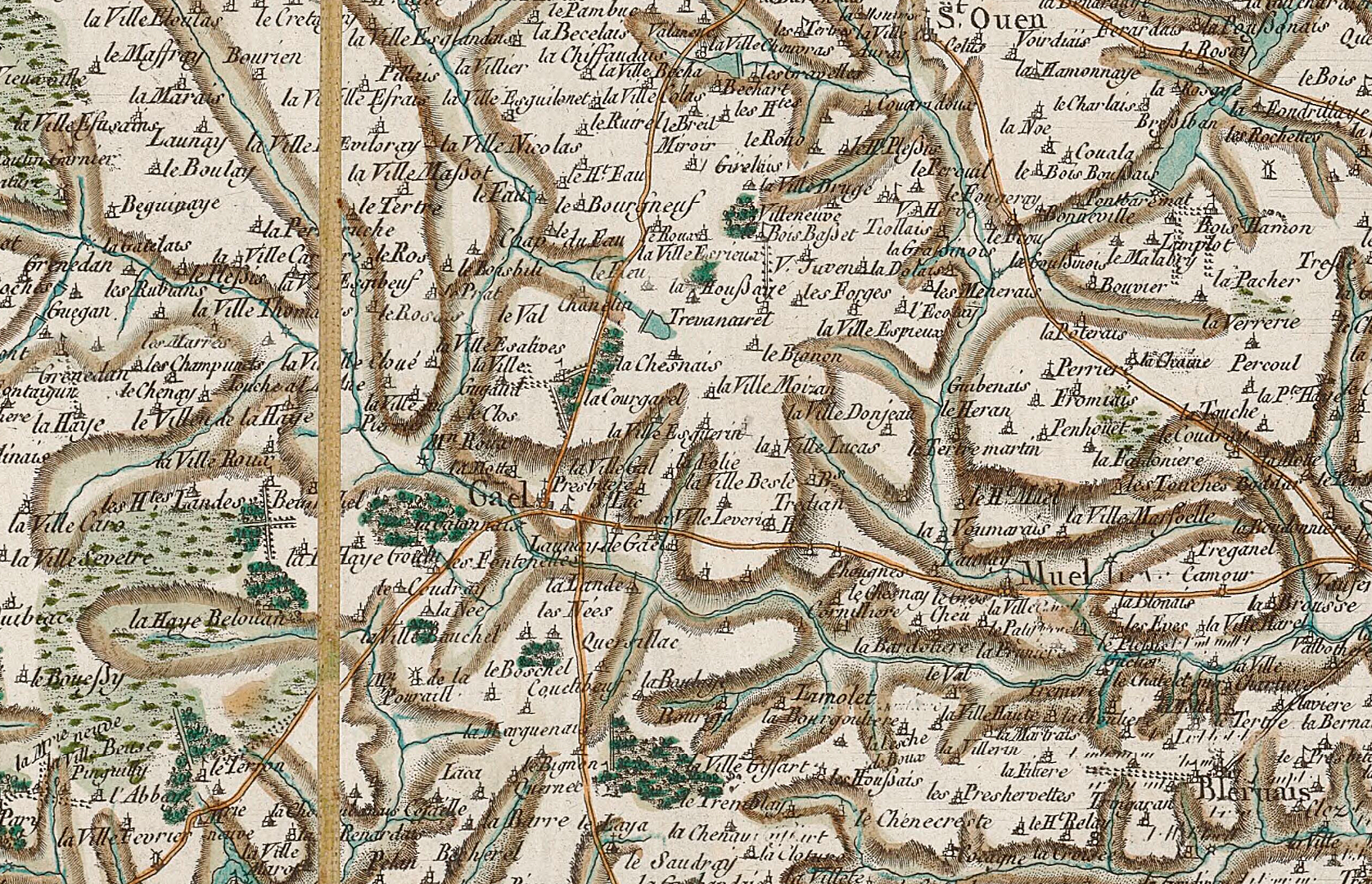
Carte de Cassini de la paroisse de Gaël et de sa trève de Muel (1785).

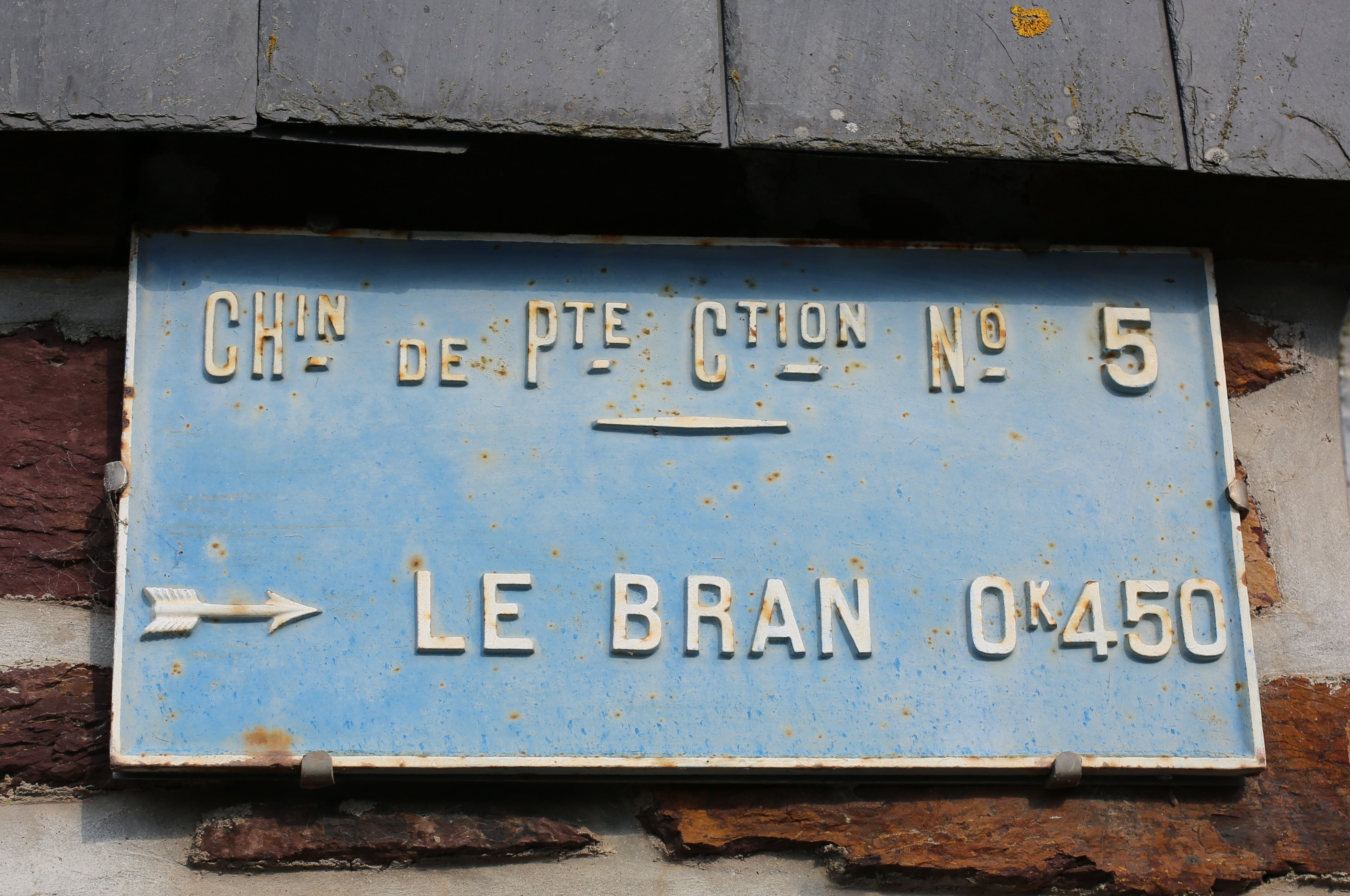
Plaque de cocher indiquant le hameau (ancienne trève) du Bran.

Jean-Baptiste Ogée décrit ainsi Gaël en 1778 :

« Gaël ; sur la rivière du Muhel et sur la route de Ploërmel à Saint-Méen ; à 12 lieues ½ de Saint-Malo, son évêché ; à 8 lieues 1/3 de Rennes et à 3 lieues 3/4 de Plélan, sa subdélégation. Cette paroisse a une haute justice qui appartient à M. de Montigny et ressortit au siège royal de Ploërmel. On y compte 3 800 communiants, y compris ceux du Bran et de Muhel, ses trèves. La cure est présentée par l'abbé de Saint-Méen. (..) [En 1470 la paroisse] était presque toute en forêt. Le bois n'y est pas aussi abondant aujourd'hui. Les terres y sont assez fertiles, mais il y a beaucoup de landes. »

### Révolution française
La population de la commune est favorable aux changements apportés par la Révolution française, surtout après la fin de la Terreur. La principale fête révolutionnaire est celle célébrant l'anniversaire de l'exécution de Louis XVI, accompagnée d'un serment de haine à la royauté et à l'anarchie, fêtée à partir de 1795.

### LeXIXesiècle
De 1801 à 1926 Gaël fait partie de l'arrondissement de Montfort, avant, en raison de sa suppression, de faire ensuite partie de l'arrondissement de Rennes. Gaël dépendait du canton de Plélan-le-Grand jusqu'à la suppression de celui-ci lors de la réforme administrative de 2014 et désormais du canton de Montfort-sur-Meu.
A. Marteville et P. Varin, continuateurs d'Ogée décrivent ainsi Gaël en 1843 :

« Gaël (sous l'invocation de saint Pierre) : commune formée de l'ancienne paroisse de ce nom, moins son ancienne trève Muhel, ou mieux Muel ; aujourd'hui succursale ; chef-lieu de perception. (..) Principaux villages : la Ville-ès-Vieux, la Ville-Moisan, Launai, Branghux, Limplet, la Chevalerie, Rasfois, la Grée, le Pont-Gérard, le Fau, le Breil, le Bran (chapelle desservie), Peslan, la Haye-Belouan, la Ville-Roux, le Villeu de la Haye, la Ville-Clouet, le Bois-Bily, la Ville-ès-Guillois, les Rues-Hirel, Clemelin, Lesnée, Louya, la Haye-Goudal. Maisons remarquables : la Ville-Roux, la Chênaie-Ribard, le Plessix-aux-Provôt; les Rosais, la Haye-Goulu. Superficie totale 5 205 hectares 62 ares, dont (..) terres labourables 2 822 ha, prés et pâturages 461 ha, bois 192 ha, vergers et jardins 45 ha, landes et incultes 1 487 ha, étangs 2 ha (..). Moulins : 7 (du Fau, du Roux, des Rosais, de Gaël, de la Haye, à eau ; de la Tertrais, à vent ; 1 moulin à tan. (..) Cette commune est traversée dans sa partie nord (..) par le Meu, dit aussi Men ou Muhel. Elle contient quelques petits bois tels que ceux du Plessix au Provôt, de la Basse Haie, de Grénédan. Il y a foire le 22 août, dite de Saint-Symphorien, et le 18 octobre, dite de Saint-Luc. Marché le mardi. Géologie : schiste argileux ; schiste talqueux au Bran. On parle le français [en fait le gallo]. »

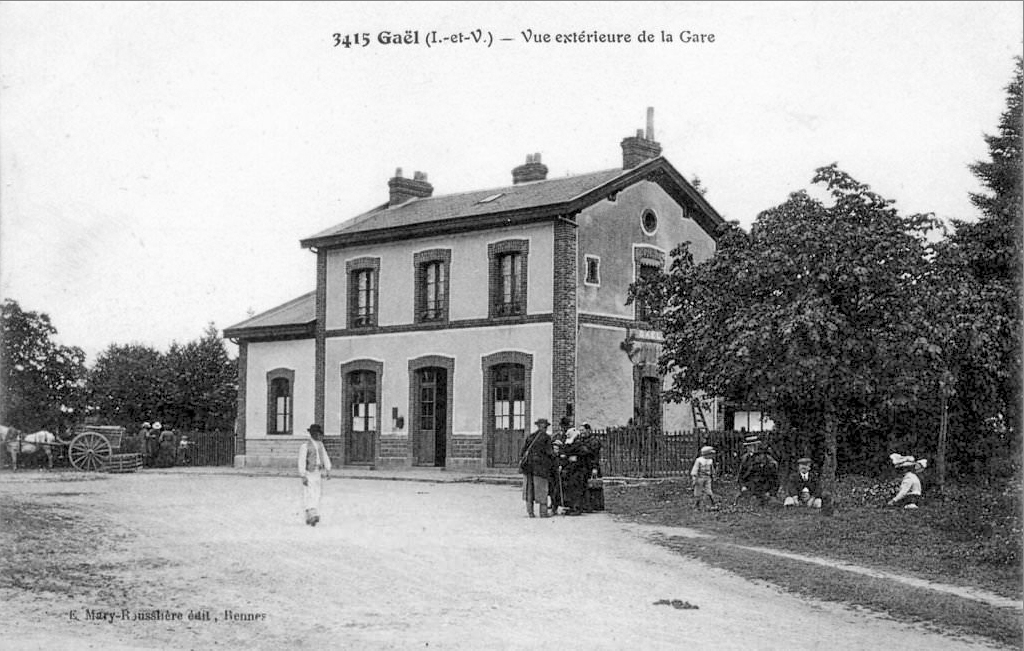
La gare de Gaël vers 1900 (carte postale E. Mary-Rousselięre).

Ces mêmes auteurs écrivent aussi qu'à Gaël on distribue « des eaux qui sont, dit-on dans le pays, un [remède] spécifique contre la rage. Leur nature n'est pas bien déterminée. On ignore depuis quand on en fait usage ».
Le 6 avril 1884 la ligne ferroviaire (Ligne de Ploërmel à La Brohinière), gérée par la Compagnie des chemins de fer de l'Ouest est mise en service. Cette ligne ferroviaire, à écartement standard et à voie unique, longue de 41 km, comprenait entre Ploërmel et La Brohinière 5 gares situées à Loyat, Néant-Bois de la Roche, Mauron, Gaël et Saint-Méen ; la ligne fut gérée par la suite par le réseau Ouest-État, puis par la SNCF, ferma en 1972 pour le trafic voyageurs et totalement en 1998.

### LeXXesiècle

#### La Belle Époque

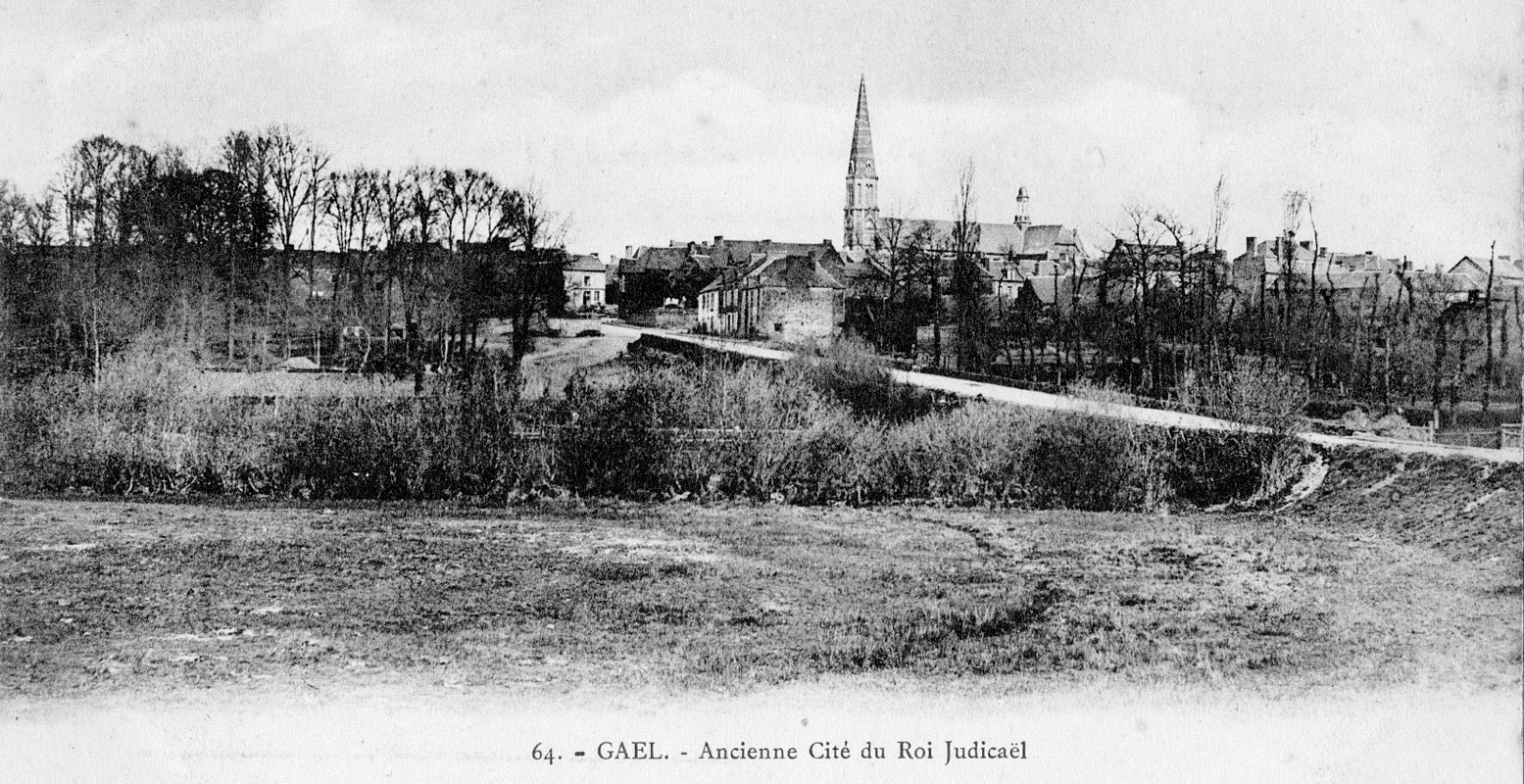
Le bourg de Gaël au début du XXe siècle (carte postale).
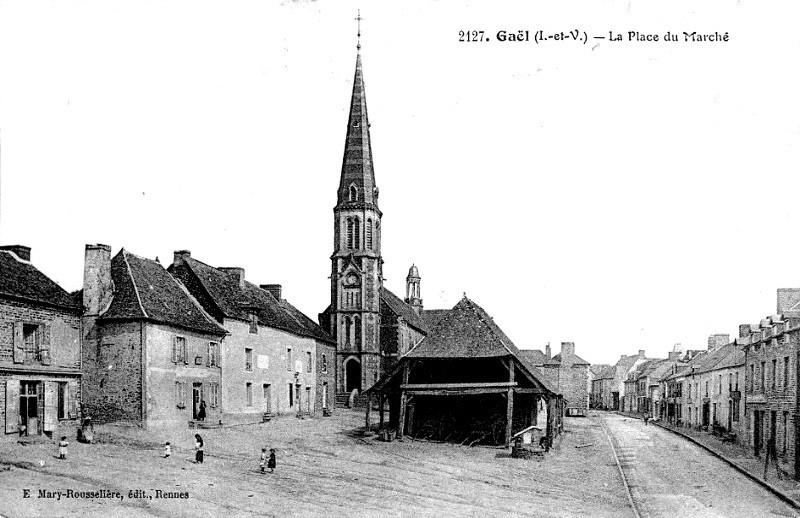
L'église paroissiale et la place du marché au début du XXe siècle (carte postale).
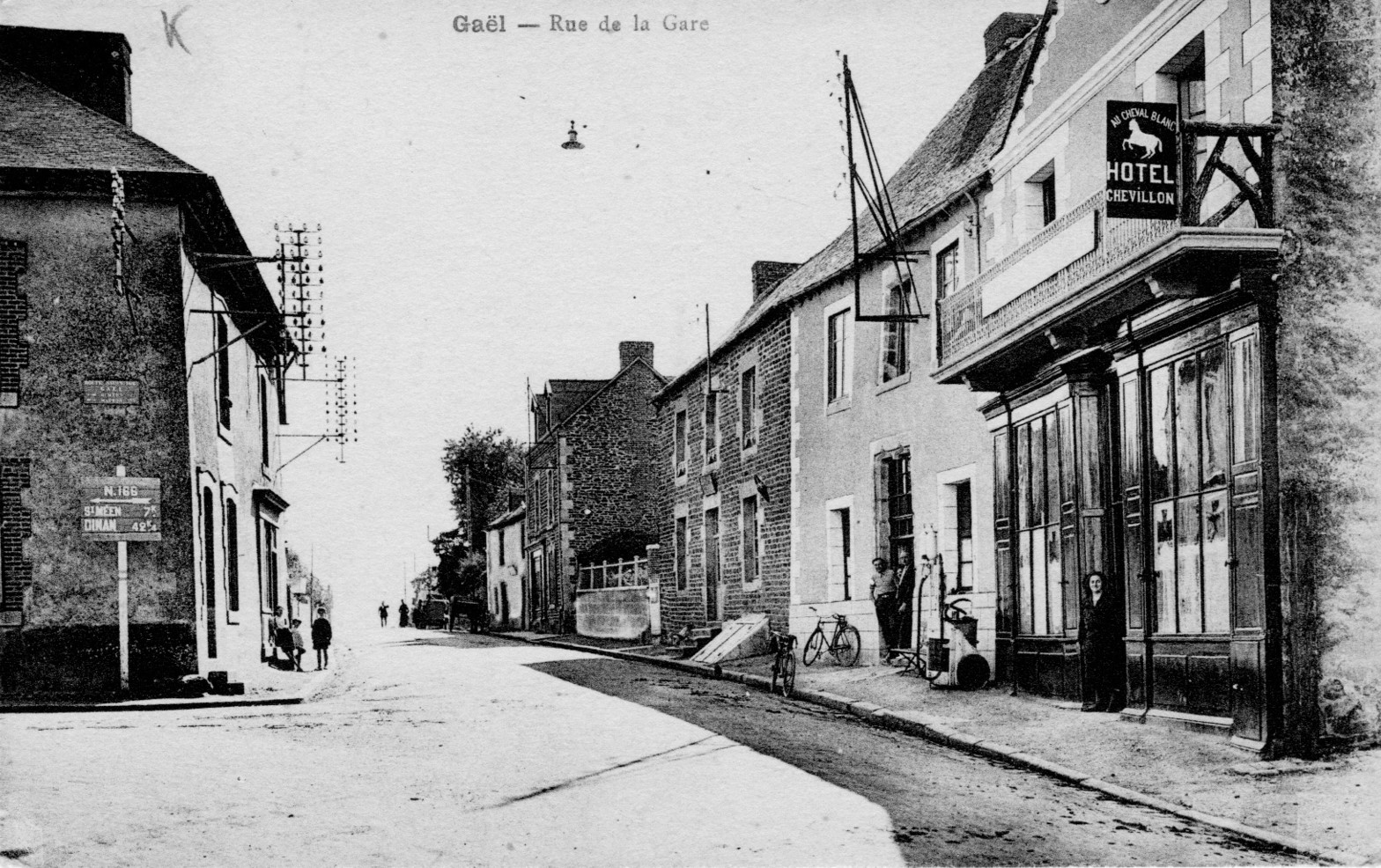
La rue de la Gare au début du XXe siècle (carte postale).
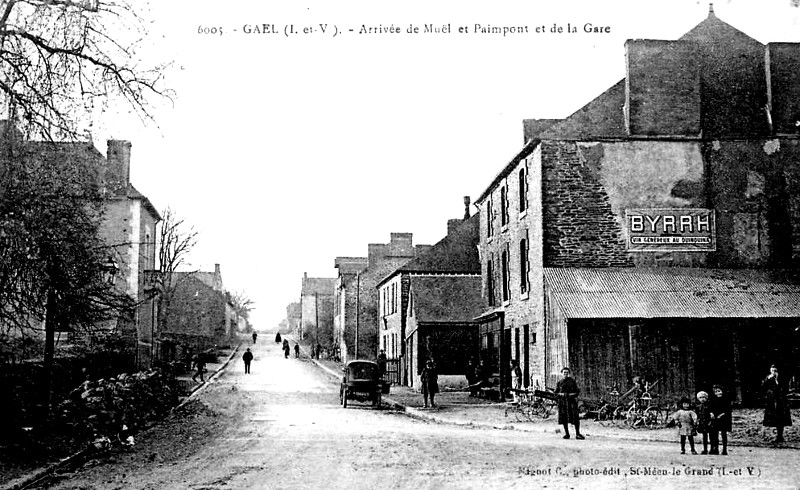
Arrivée de Muel et de la gare début XXe siècle.
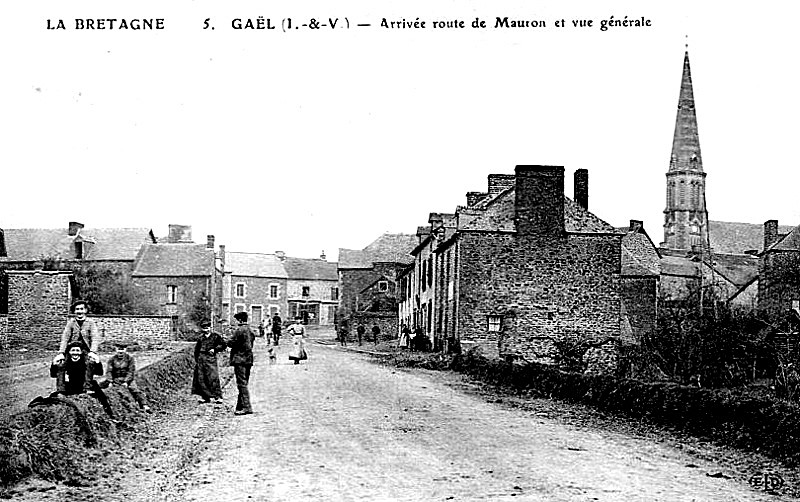
La route de Mauron au début du XXe siècle (carte postale).

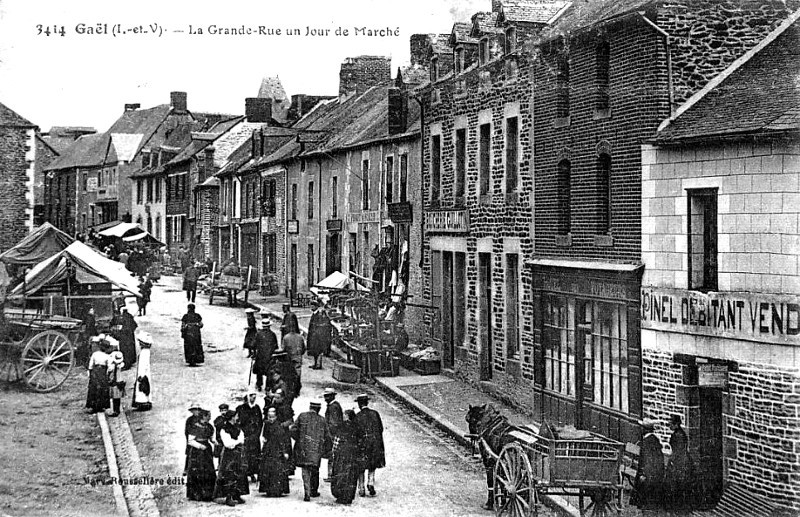
La Grande Rue un jour de marché au début du XXe siècle.
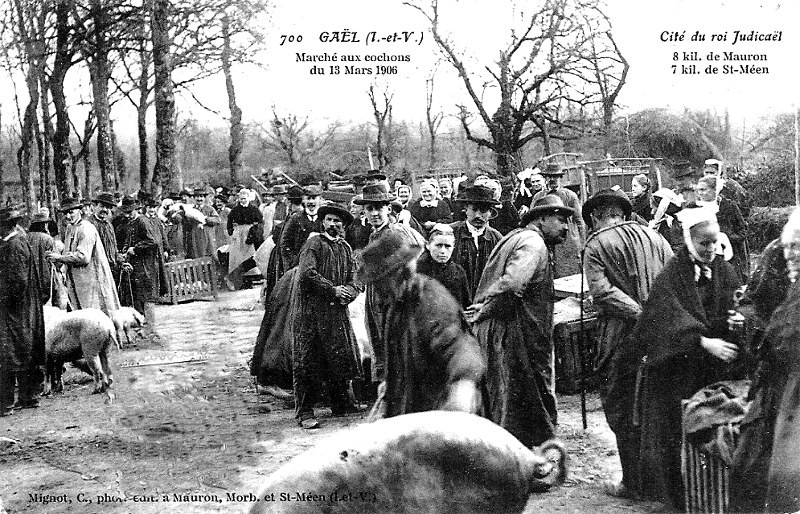
Le marché aux cochons du 13 mars 1906 (carte postale).
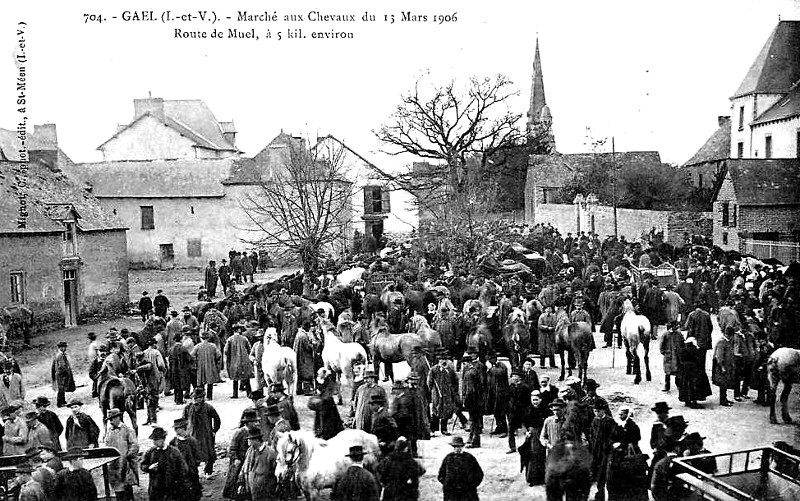
Le marché aux chevaux du 13 mars 1906 (carte postale).
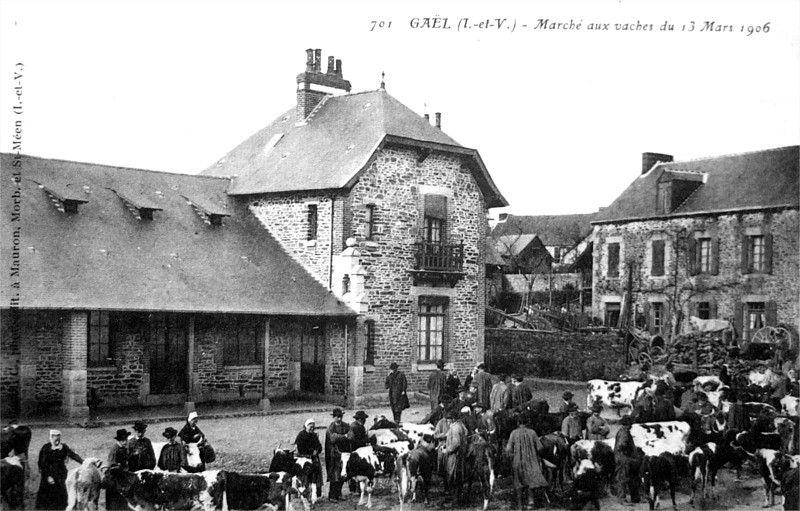
Le marché aux vaches du 13 mars 1906 (carte postale).

#### La Première Guerre mondiale
Le monument aux morts de Gaël porte les noms de 126 soldats morts pour la France pendant la Première Guerre mondiale ; parmi eux 15 sont morts en Belgique, dont Albert Chenot dès le 9 août 1914 à Saint-Vincent, 6 le 22 août 1914 (Jean Bourien et Pierre Pichot à Rossignol, Pierre Dubé et François Glotin à Falisolle, François Hervé à Arsimont et Pierre Pirault à Maissin), Pierre Gourault le 23 août 1924 à Oret, Mathurin Lebreton le 24 août 1914 à Virton (soit 8 morts en 3 jours !), Victor Leroy à Langemark et Arthur Perredo à Brielen (tous les deux en novembre 1914), Léon Guillemot en 1917 à Coxyde, Jean Théaud à Poperinge et Mathurin  Pinel à Veldwezelt (tous les deux en 1918), enfin Pierre Josse est mort de maladie à Bastogne le 6 janvier 1919, donc près de deux mois après l'armistice ; tous les autres sont morts sur le sol français à l'exception de François Berhaut, mort (de maladie) en 1918 alors qu'il était prisonnier en Allemagne et de Pierre Tricault, mort (lui aussi de maladie) le 22 juillet 1916 à Salonique (Grèce) ; enfin Albert Ramaré est un cas particulier car il est mort accidentellement en Hongrie le 16 juin 1919 alors qu'il était au service de l'ambassade de France.
Le monument aux morts du Bran porte les noms de 15 soldats originaires de ce hameau morts pour la France au cours de cette même guerre, mais également inscrits sur le monument aux morts de la commune.

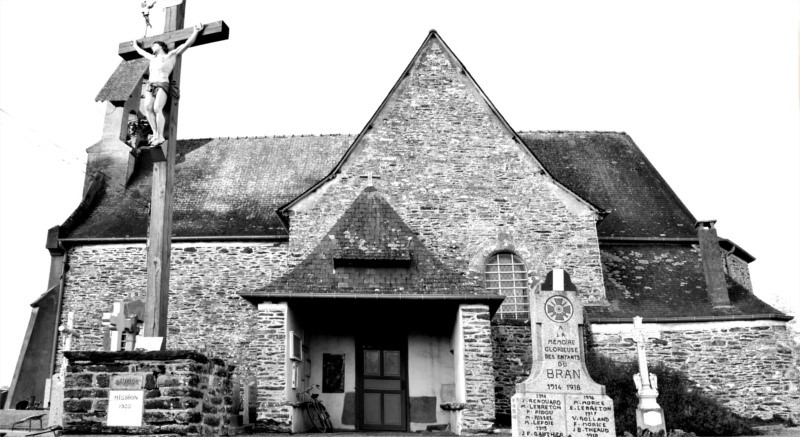
L'église Saint-Nicodème et le monument aux morts de Bran (carte postale).

#### L'Entre-deux-guerres

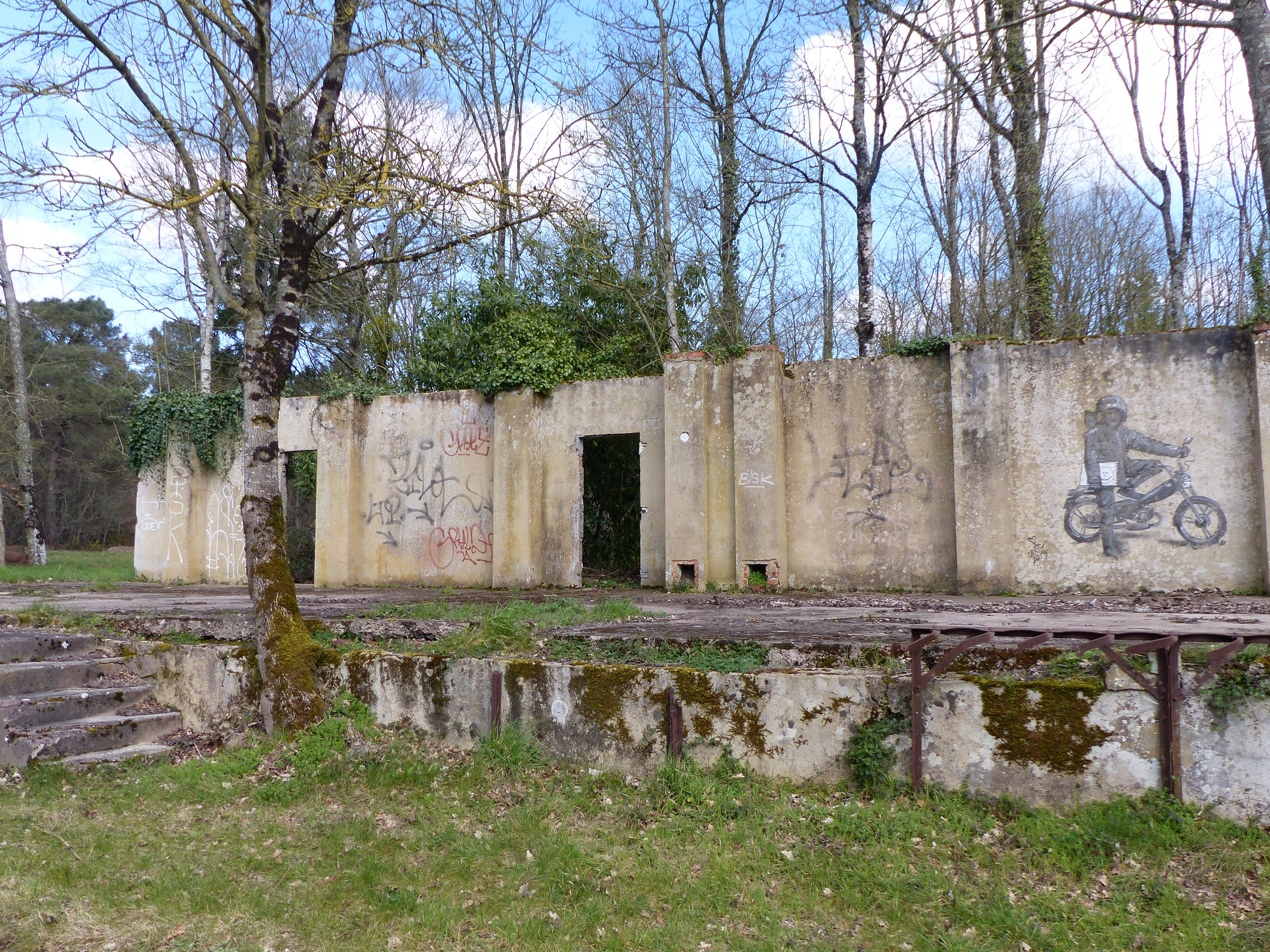
Ruines du camp d'aviation de Point-Clos.

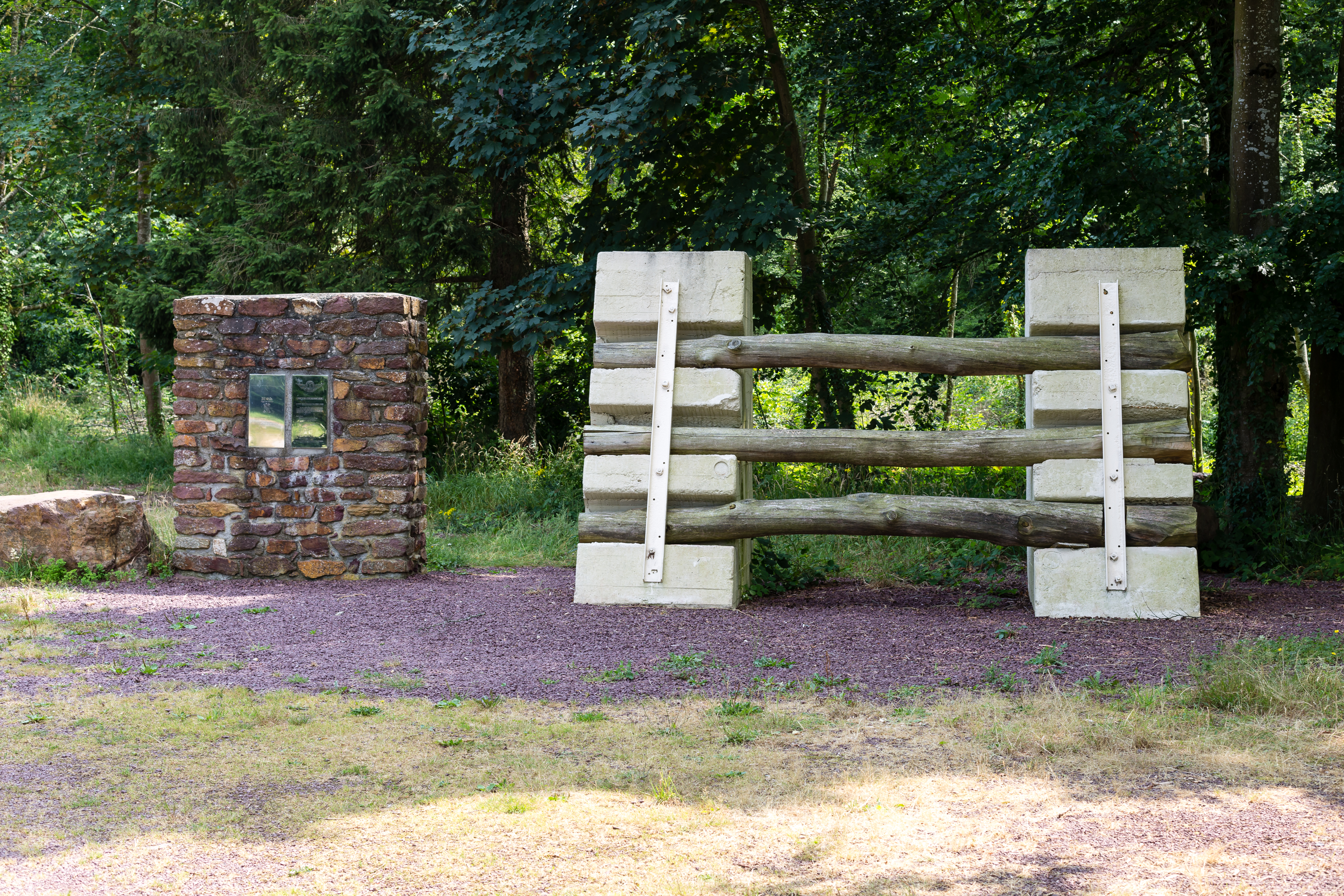
Mémorial du camp d'aviation de Point-Clos.

Le site de Point-Clos, vaste d'environ 80 hectares, à cheval sur une partie des communes de Gaël, Concoret et Muel, bordé par l'ancienne Route nationale 773 (actuelle D773) reliant Paimpont à Gaël, abrite les vestiges d'un ancien aérodrome créé en 1922. Les célèbres aviateurs Dieudonné Costes et Maurice Bellonte y atterrirent le 14 décembre 1930. Il fut occupé par la Luftwaffe de 1940 à 1944 (l'aérodrome fut bombardé par la RAF le 11 avril 1944, puis les 10 et 15 juin 1944), puis brièvement par l'aviation alliée jusqu'à la fin du mois de septembre 1944. Il ferma officiellement en 1955, mais n'était plus utilisé depuis septembre 1944.

#### La Seconde Guerre mondiale
Le monument aux morts de Gaël porte les noms de 13 personnes mortes pour la France pendant la Seconde Guerre mondiale ; parmi elles : Jean Fréro est un soldat mort de maladie en janvier 1940 ; 11 (Marcel Chevillard, Joseph Crublé, Jean Guillard, Alfred Guillouët, Auguste Joublanc, Albert Leblay, Marcel Lorand, Alfred Minier, Mathurin Pirault, François Salmon et Joseph Sébilot) sont des soldats morts au printemps 1940 lors de la Bataille de France ; Eugène Communier est mort en captivité en 1941 en Allemagne ; Mathurin Hourigat est un agriculteur victime civile d'un bombardement aérien anglais le 12 juin 1944 ; Robert Guillard, résistant du réseau Libération-Nord, arrêté le 25 mai 1944 à Gaël, déporté au camp de concentration de Neuengamme, est mort le 3 mai 1945 ou le 14 mai 1945 (date incertaine) avant d'avoir pu être rapatrié. 
Le monument aux morts du Bran porte les noms de 2 soldats originaires de ce hameau morts pour la France au cours de la même guerre, mais figurant aussi sur le monument aux morts de la commune.
Pendant l'Occupation, l'aérodrome de Point-Clos, situé à proximité de la ville, emploie de nombreux villageois pour des travaux sur les pistes.

#### L'après Seconde Guerre mondiale
Un soldat originaire de Gaël (François Gosmat) est mort pendant la guerre d'Indochine et un autre (Marcel Moreul) pendant la guerre d'Algérie.

### LeXXIesiècle

#### L'échec du projet d'éoliennes
Un projet mené entre 2009 et 2015 d'installation d'éoliennes près du hameau du Bran a été ms en échec par le refus conjoint des municipalités de Mauron, Saint-Léry et Gaël et d'associations de défense de l'environnement.

## Politique et administration
| Période                                  | Période   | Identité                    | Étiquette | Qualité |
| ---------------------------------------- | --------- | --------------------------- | --------- | --- |
| Les données manquantes sont à compléter. |           |                             |           | |
| 1793                                     | 1795      | Olivier Guérin              |           | Notaire. Premier maire de Gaēl.                                                                                                |
| avant 1813                               | 1817      | Renoux ou Renaut (?)        |           | |
| 1817                                     | 1827      | Pierre de Cibon             |           | Capitaine des vaisseaux du roi.                                                                                                |
| 1827                                     | 1828      | Pierre Colin de la Biochaye |           | |
| 1828                                     | 1830      | Pas de maire connu          |           | André Charles Chéneau, adjoint.                                                                                                |
| 1830                                     |           | Jean-Baptiste Thébault      |           | Propriétaire. Notaire royal.                                                                                                   |
| 1838                                     |           | Christophe Pirault          |           | Cultivateur. |
| 1847                                     | 1851      | Marie Pierre de Cibon       |           | Lieutenant de vaisseau. Chevalier de l'Ordre royal de la Légion d'honneur. Fils de Pierre de Cibon, maire entre 1821 et 1827.  |
| 1851                                     | 1877      | Christophe Pirault          |           | Déjà maire entre 1833 et 1847.                                                                                                 |
| 1877                                     | 1891      | Pierre Belllouard           |           | Notaire. |
| 1892                                     | 1913      | Jean-Baptiste Pirault       |           | Fils de Christophe Pirault, maire entre 1833 et 1847 et entre 1851 et 1877. Propriétaire à Lesnée.                             |
| 1913                                     | 1919      | Joachim Salmon              |           | Cultivateur. |
| 1919                                     | 1933      | Alexandre Villandré         |           | Conseiller d'arrondissement. Administrateur de la Banque d'Ille-et-Vilaine.                                                    |
| 1933                                     | 1944      | Aimé Guillotin              |           | Boucher. |
| 1945                                     | 1965      | Amédée Lepenant             |           | Vétérinaire. |
| 1965                                     | 1968      | Germain Dubé                |           | Maire lors de son décès. |
| mai 1968                                 | mars 1983 | René Salmon                 | DVG       | Délégué départemental de l'Éducation nationale. Chevalier des Palmes académiques et du Mérite agricole. Réélu en 1971 et 1977. |
| mars 1983                                | juin 1995 | Bernard Dahyot              |           | Coiffeur retraité |
| juin 1995                                | août 1998 | Jean-Baptiste Guéneuc       |           | Retraité agricole, ancien adjoint au maire. Maire lors de son décès.                                                           |
| août 1998                                | mars 2008 | Daniel Amet                 |           | Agriculteur. |
| mars 2008                                | mars 2014 | Claude Josse                |           | Cadre bancaire retraité |
| mars 2014                                | En cours  | Denis Levrel                | SE        | Chef d'entreprise |

## Démographie
L'évolution du nombre d'habitants est connue à travers les recensements de la population effectués dans la commune depuis 1793. Pour les communes de moins de 10 000 habitants, une enquête de recensement portant sur toute la population est réalisée tous les cinq ans, les populations de référence des années intermédiaires étant quant à elles estimées par interpolation ou extrapolation. Pour la commune, le premier recensement exhaustif entrant dans le cadre du nouveau dispositif a été réalisé en 2008.

En 2022, la commune comptait 1 617 habitants, en évolution de −2,06 % par rapport à 2016 (Ille-et-Vilaine : +5,46 %, France hors Mayotte : +2,11 %).
| 1793  | 1800  | 1806  | 1821  | 1831  | 1836  | 1841  | 1846  | 1851  |
| ----- | ----- | ----- | ----- | ----- | ----- | ----- | ----- | ----- |
| 2 335 | 2 225 | 2 212 | 2 432 | 2 055 | 2 166 | 2 225 | 2 295 | 2 402 |

| 1856  | 1861  | 1866  | 1872  | 1876  | 1881  | 1886  | 1891  | 1896  |
| ----- | ----- | ----- | ----- | ----- | ----- | ----- | ----- | ----- |
| 2 393 | 2 434 | 2 432 | 2 373 | 2 522 | 2 641 | 2 704 | 2 862 | 2 874 |

| 1901  | 1906  | 1911  | 1921  | 1926  | 1931  | 1936  | 1946  | 1954  |
| ----- | ----- | ----- | ----- | ----- | ----- | ----- | ----- | ----- |
| 2 815 | 2 654 | 2 709 | 2 566 | 2 667 | 2 693 | 2 567 | 2 105 | 2 038 |

| 1962  | 1968  | 1975  | 1982  | 1990  | 1999  | 2006  | 2008  | 2013  |
| ----- | ----- | ----- | ----- | ----- | ----- | ----- | ----- | ----- |
| 1 880 | 1 673 | 1 515 | 1 484 | 1 406 | 1 351 | 1 517 | 1 564 | 1 637 |

| 2018  | 2022  | - | - | - | - | - | - | - |
| ----- | ----- | - | - | - | - | - | - | - |
| 1 618 | 1 617 | - | - | - | - | - | - | - |

## Culture locale et patrimoine

### Lieux et monuments

Église Saint-Pierre de Gaël.

- Église Saint-Pierre (XIe – XIXe siècle)[58]. Ancien prieuré bénédictin dépendant de l'abbaye de Saint-Méen, l'édifice présente un plan en croix latine. Il est couvert de lambris. La nef et le chœur datent du XIe siècle[59]. La nef unique, épaulé par des contreforts, est éclairée par d'étroites fenêtres en forme de meurtrières. Deux fenêtres flamboyantes ont été percées ultérieurement sur son côté sud. Le chevet droit a trois contreforts plats sur le pignon ouest et deux fenêtres murées[60]. La chapelle sud a été reprise au XVe siècle, la chapelle nord au XVIIe siècle. La sacristie a été édifiée à la même époque. La façade ouest avec sa tour-porche a été construite par l'architecte Aristide Tourneux entre 1865 et 1870[59].

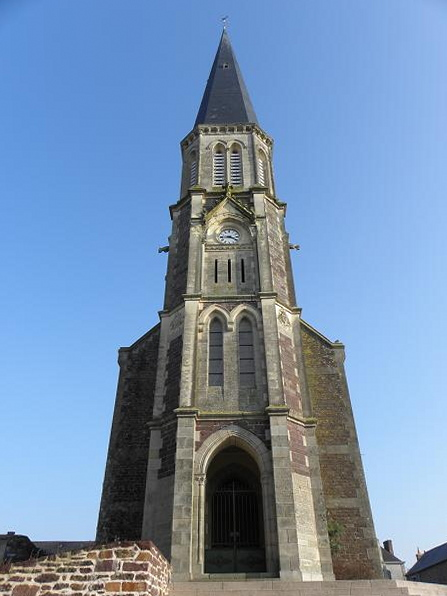
La façade.
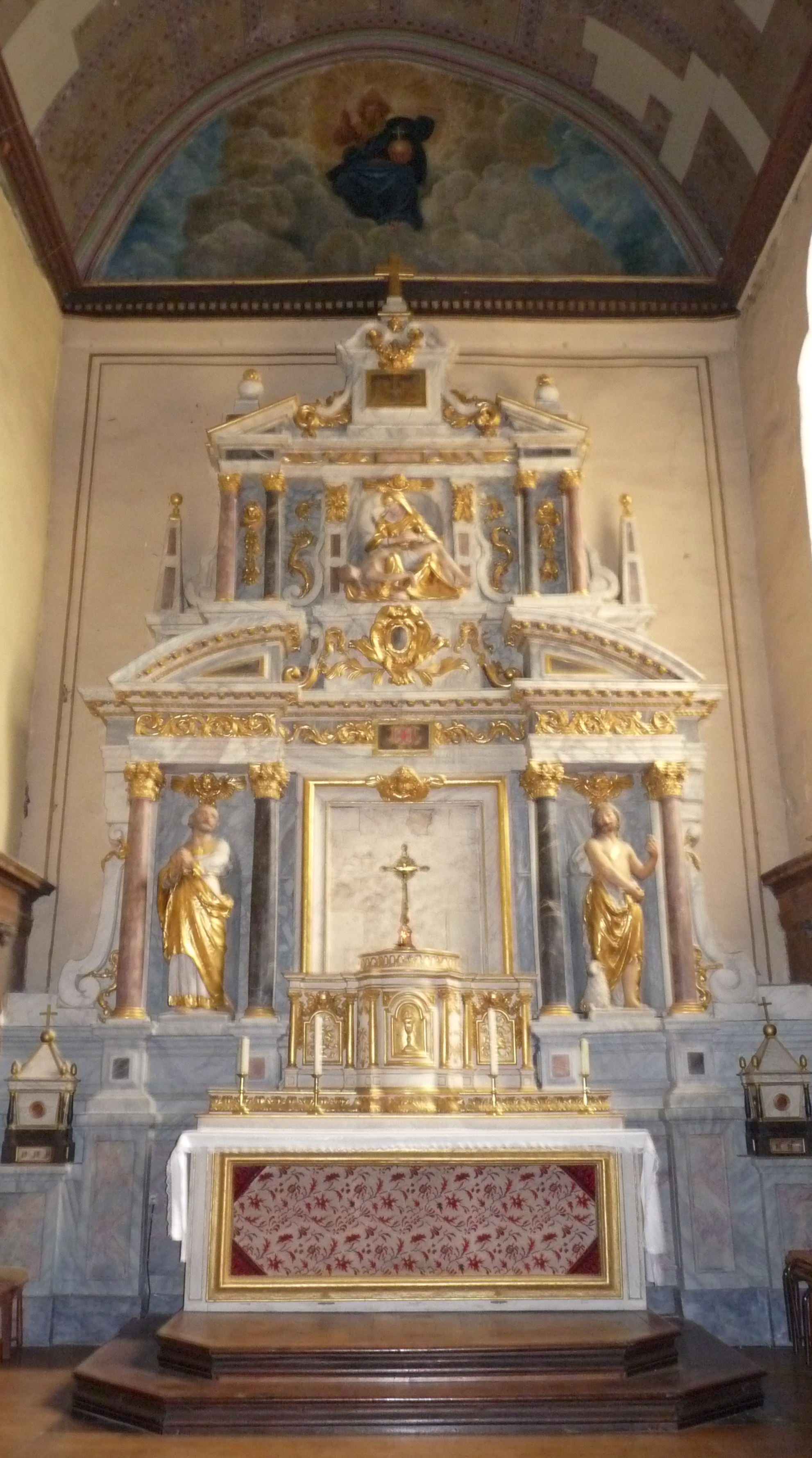
Le maître-autel.
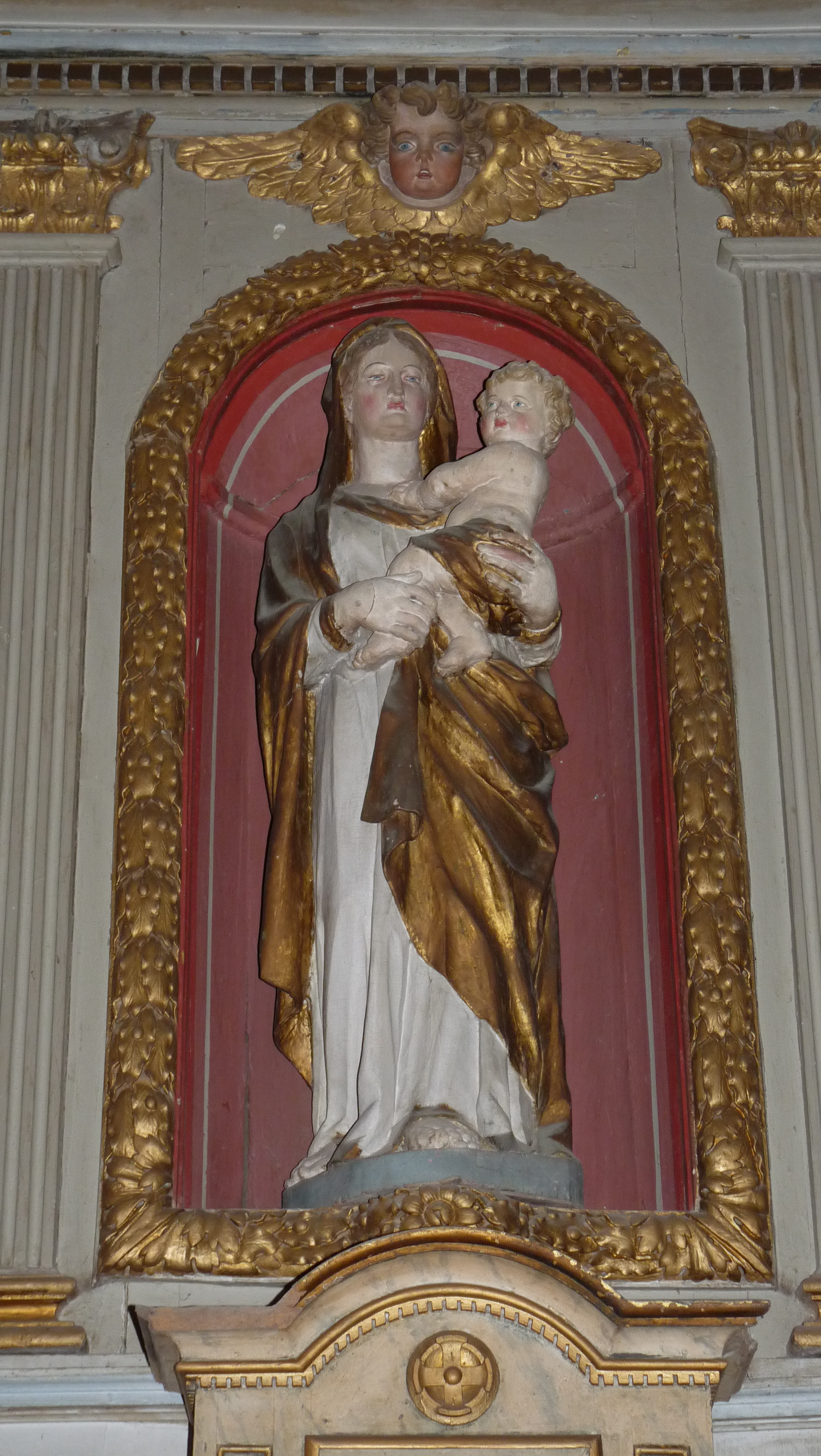
Autel de la Vierge : Vierge à l'Enfant.
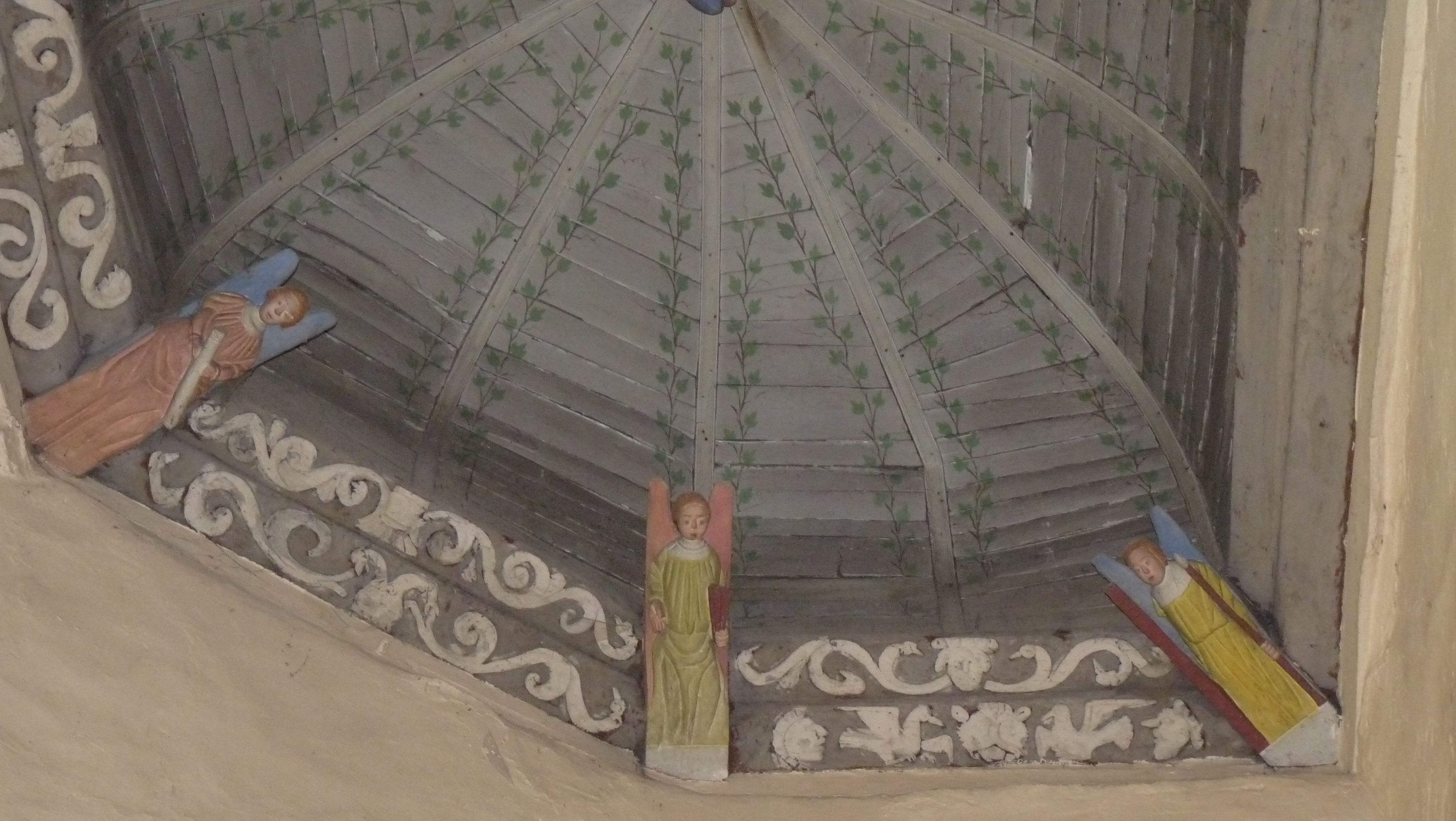
Sablières et blochets de la chapelle des Anges.
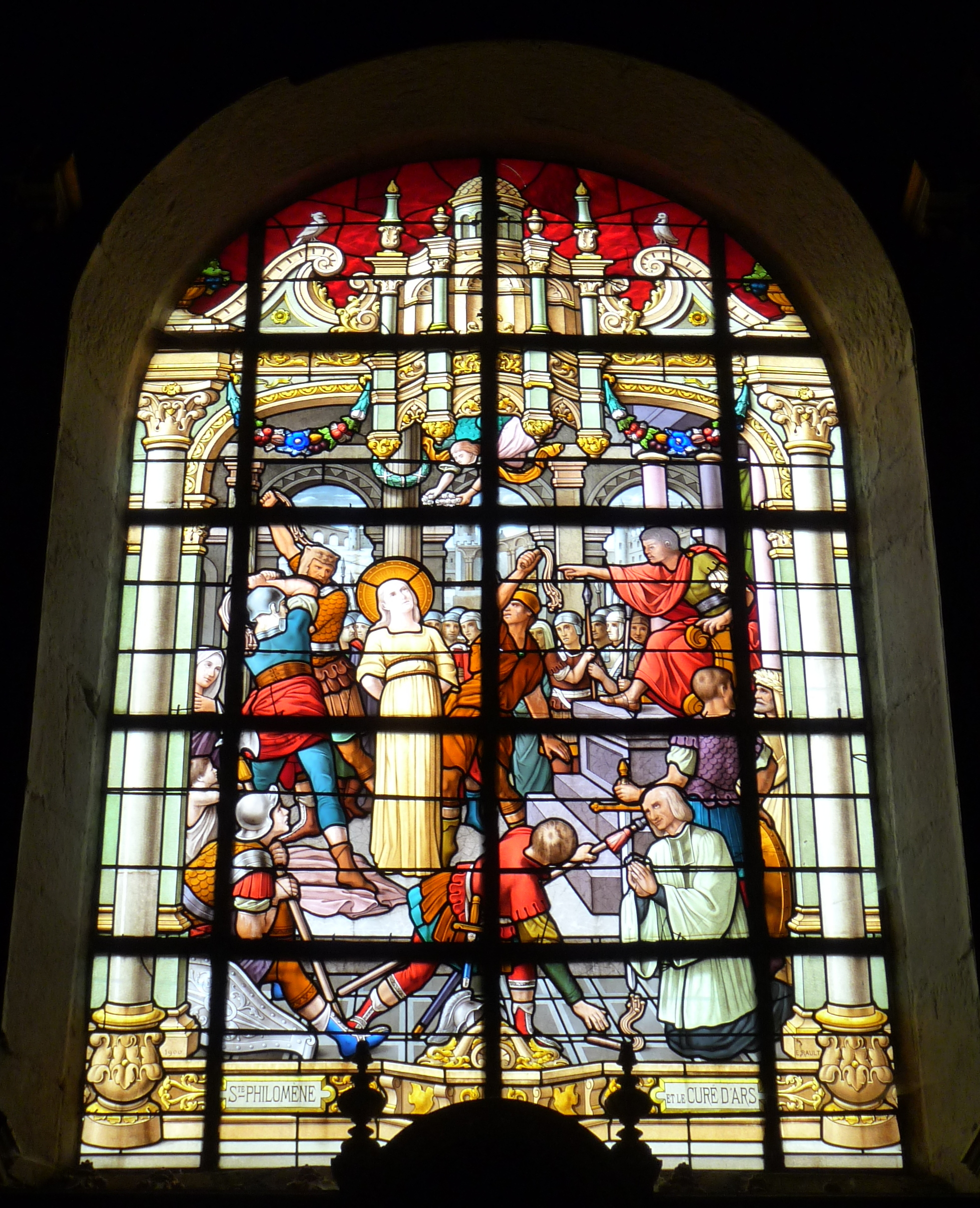
Vitrail.

- Église Saint-Nicodème du Bran, ancienne chapelle frairienne construite en 1620 dédiée à saint Nicodème.

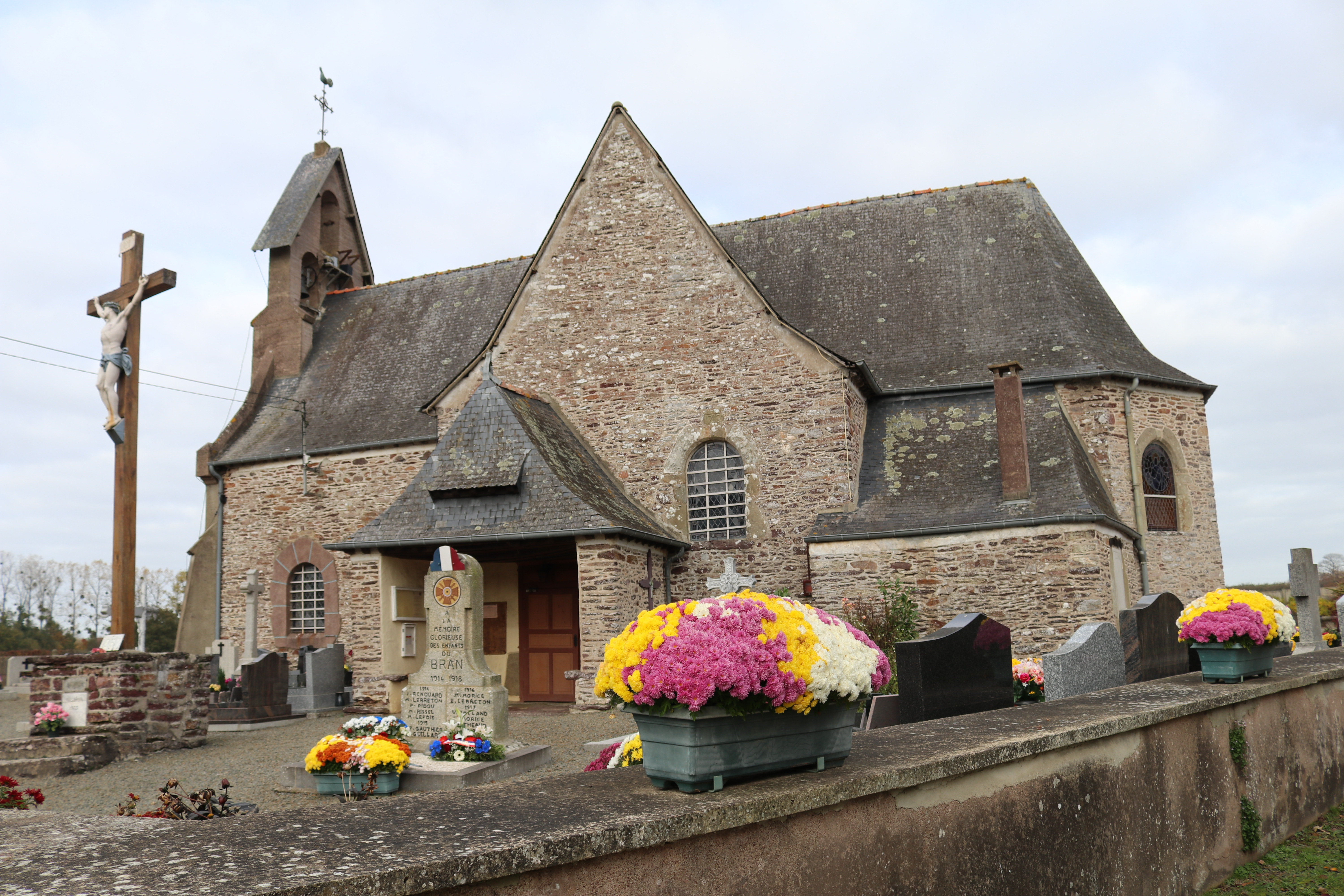
Vue extérieure d'ensemble.
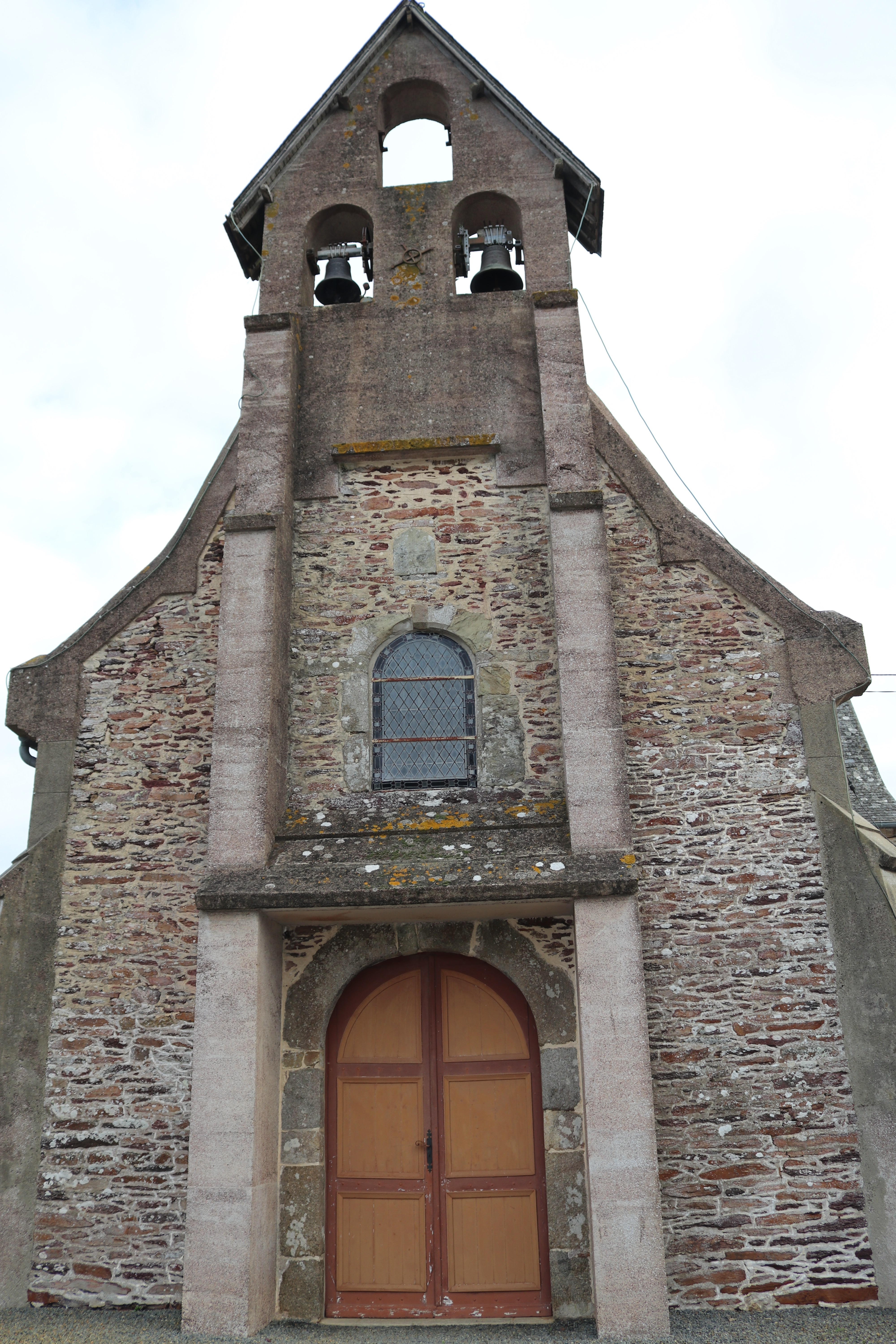
Façade.
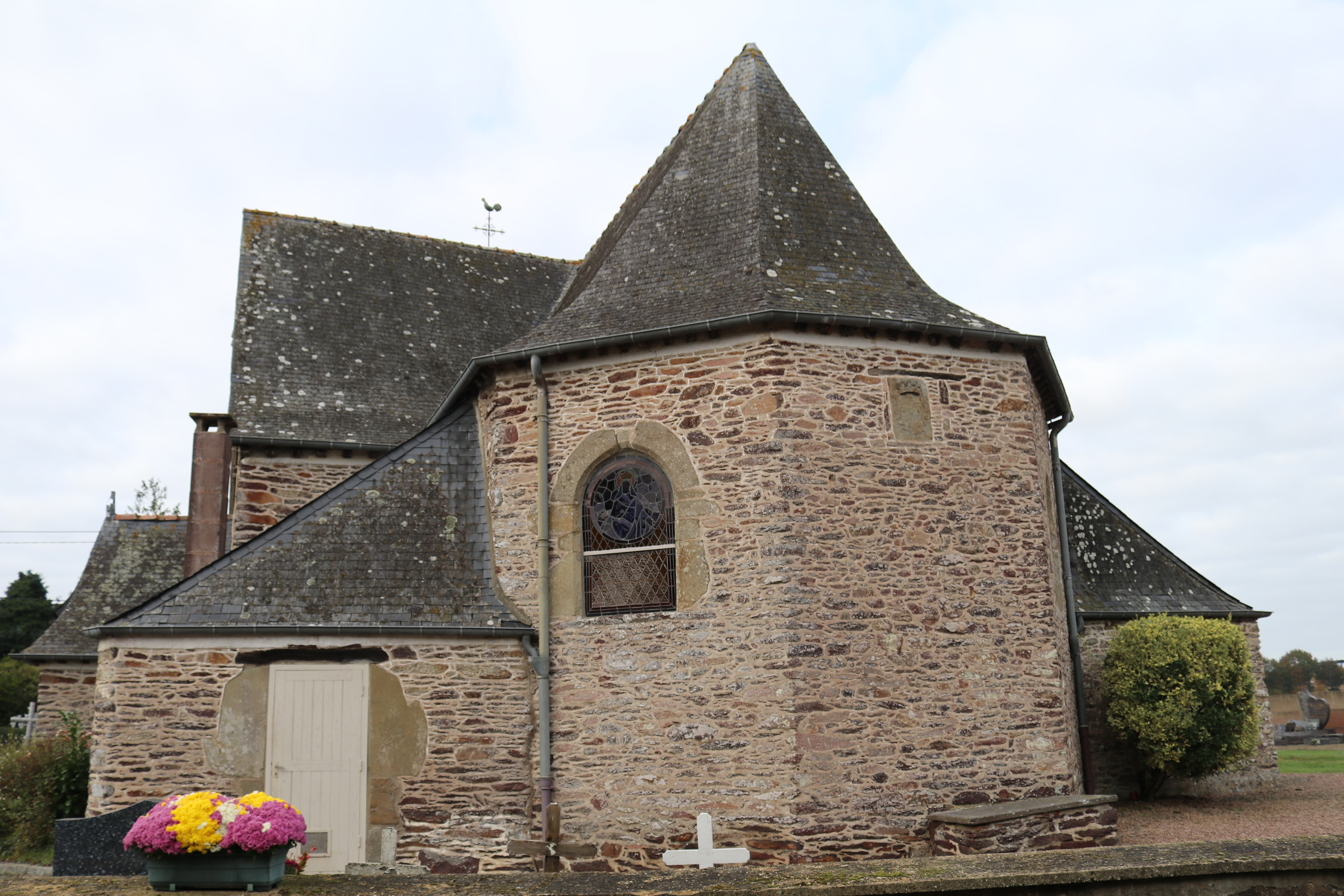
Chevet.
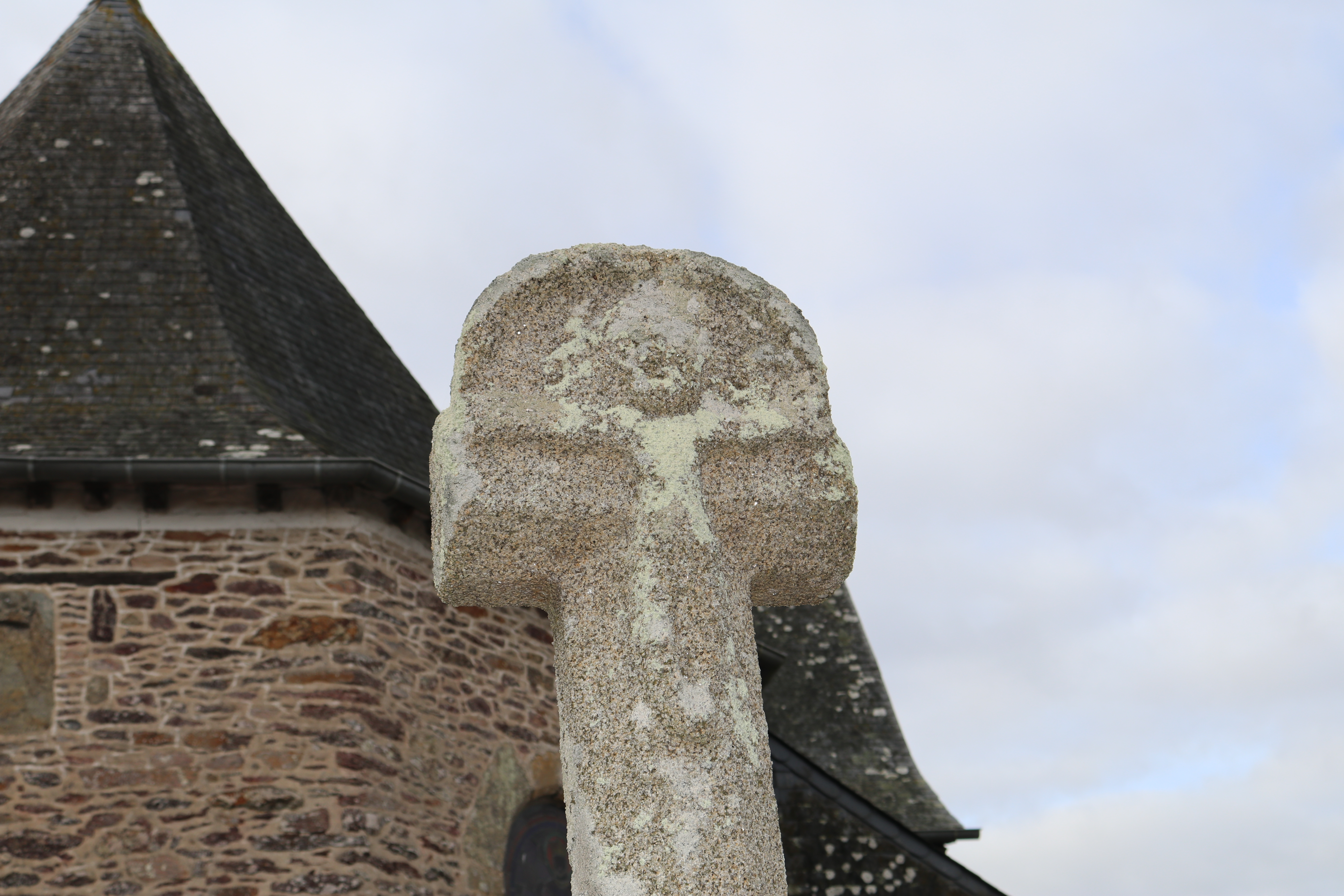
Face de la croix, avec le Christ crucifié, située sur le placître.

- Chapelle de Louyat, dédiée à saint Jacques et à saint Christophe ; cette chapelle (mais un monastère a existé à cet endroit au VIIe siècle) et possédait son enclos paroissial, avant de devenir une succursale de Gaël au XIIe siècle : elle a été restaurée en 1926[61].

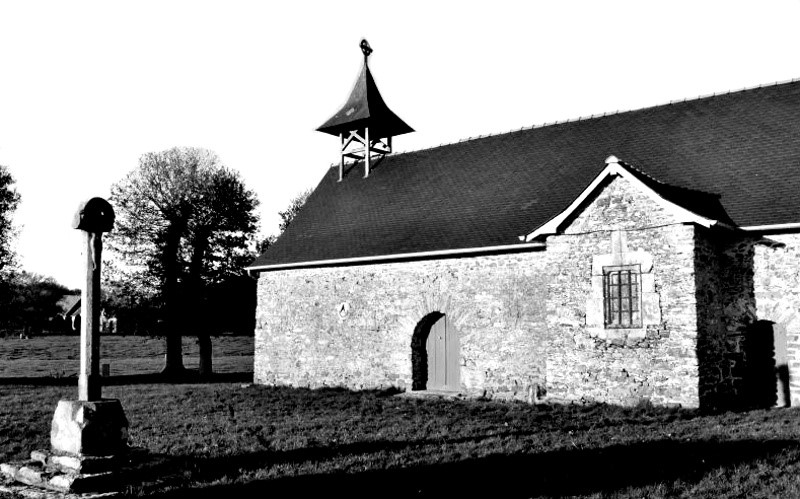
La chapelle de Louyat au début du XXe siècle (carte postale).

- Le four à pain communal restauré de façon traditionnelle.

### Arts et culture
La ville parraine l'ETEC "Gaël" basé à Villacoublay.

#### 2006
- Cinépotager #1 le 4 août 2006 par Labomobile (lieu-dit Bénihel)
- Les pas perdus de Raymond Hains du 30/09 au 05/11/2006 au Centre culturel de la gare de Gaël.

#### 2011
- Treiz #12, brocante et cinéma le 13 juillet 2011 par l'association rennaise TREIZ (lieu-dit Bénihel)

#### 2019
- Le château d'eau de 28 mètres est décoré dans sa totalité d'une fresque monumentale à l'effigie de Judicaël Roi de Domnonée. Œuvre réalisée par l'artiste Frédéric Gracia

### Contes
- Adolphe Orain : La couronne du roi de Domnonée[63].
- Ernest du Laurens de la Barre : L'homme emborné (conte populaire collecté à Concoret mais qui parle d'un paysan de Gaël subissant une malédiction pour avoir déplacé la borne limitant son champ)[64]

### Personnalités liées à la commune
- Colas Ricard, cinéaste.
- Raoul Ier de Gaël, seigneur de Gaël, XIe s.
- Ange Porteux y est né le 17 novembre 1914, auteur d'ouvrages sur la pêche à la ligne, de matériel de pêche, en mer voire en eaux douces[65], décédé à presque 105 ans dans le Finistère (Penmarc'h ou Pont-l'Abbé) († 2 novembre 2019)[66].

### Héraldique
| Blason | Blasonnement : De gueules à la croix alésée d'argent, gringolée d'or. |